# 格子戸
格子戸（こうしど）は、格子状の扉のこと。扉として隔ての機能のほか、採光・換気の機能を果たす。横に開く引き戸、前後に開く開き戸などがある。

## 概要
「格子」は古文書では、「隔子」と書かれていることが多く、元慶七年（884年）河内国観心寺縁起資財帳によると、如法堂の正面に「隔子戸」四具が建てられていたとある。
戸とあるから、蔀（しとみ）ではなく大陸様式の開き戸であったと考えられる。
寺院建築の正面には開き戸型の格子戸が多用されるようになり、さらに『多武峰略記』によると、天禄三年（972年）に建立された双堂形式の講堂の内陣の正面に格子戸五間を建て込み、内陣と外陣の間仕切りに格子戸三具を建て込んでいた。
平安時代後期になると、引き違い（引き戸が2枚以上あるもの）の格子戸が広く使用されるようになった。
『源氏物語絵巻』『年中行事絵巻』などには、黒漆塗りの格子戸を引き違いに使ったり、嵌め込み式に建て込んだ間仕切りの様子が描かれている。
天喜元年（1053年）藤原頼通が建立した、平等院鳳凰堂は四周の開口部には扉を設けているが、その内側に格子遣戸もあわせ用いている。　
このような格子遣戸の用い方は、隔ての機能を果たしながら、採光や通風を得ることができる。機能としては、明かり障子の前身ともいうべきものである。

## ギャラリー

### 中国

#### 宋代

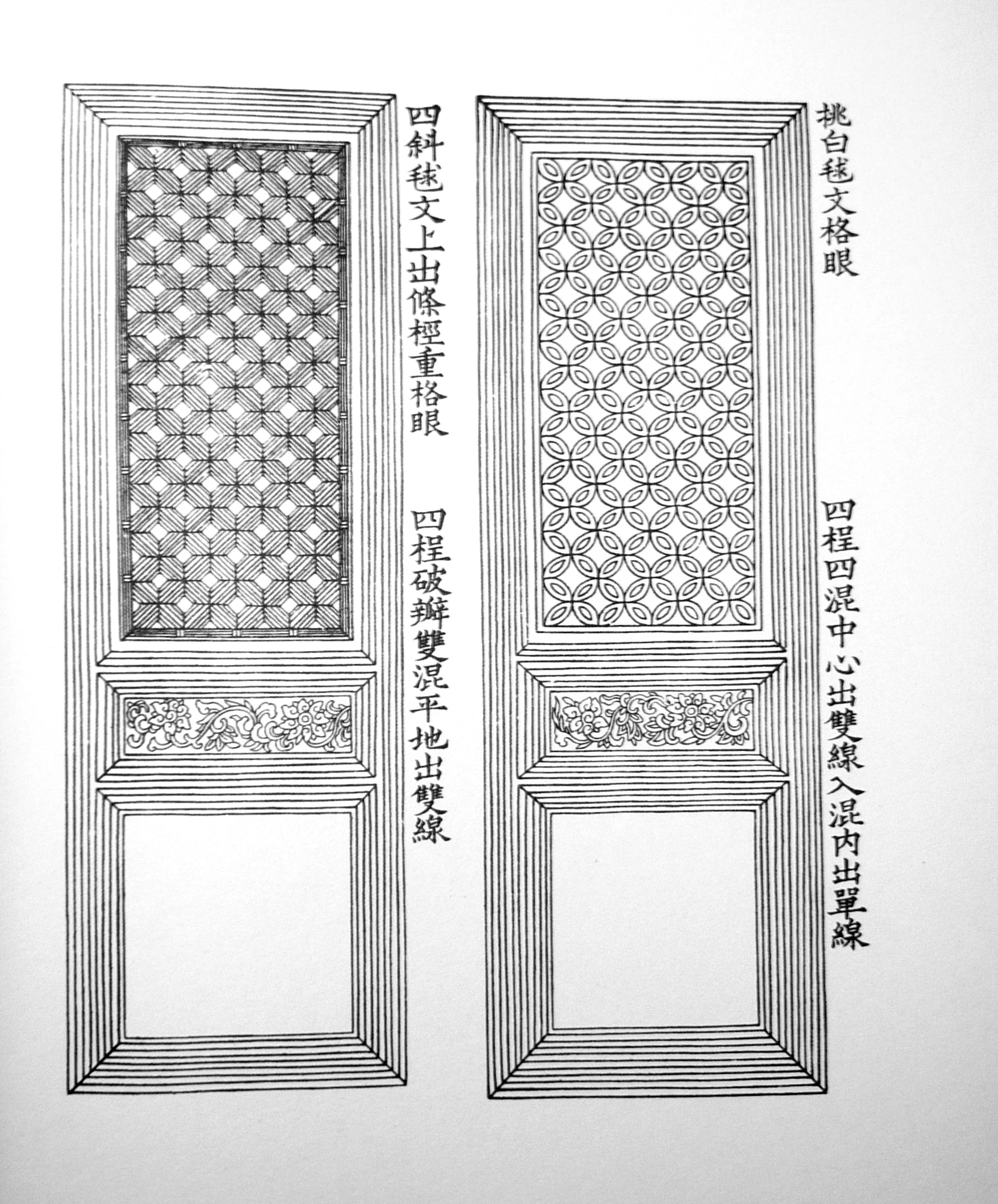
《営造法式》
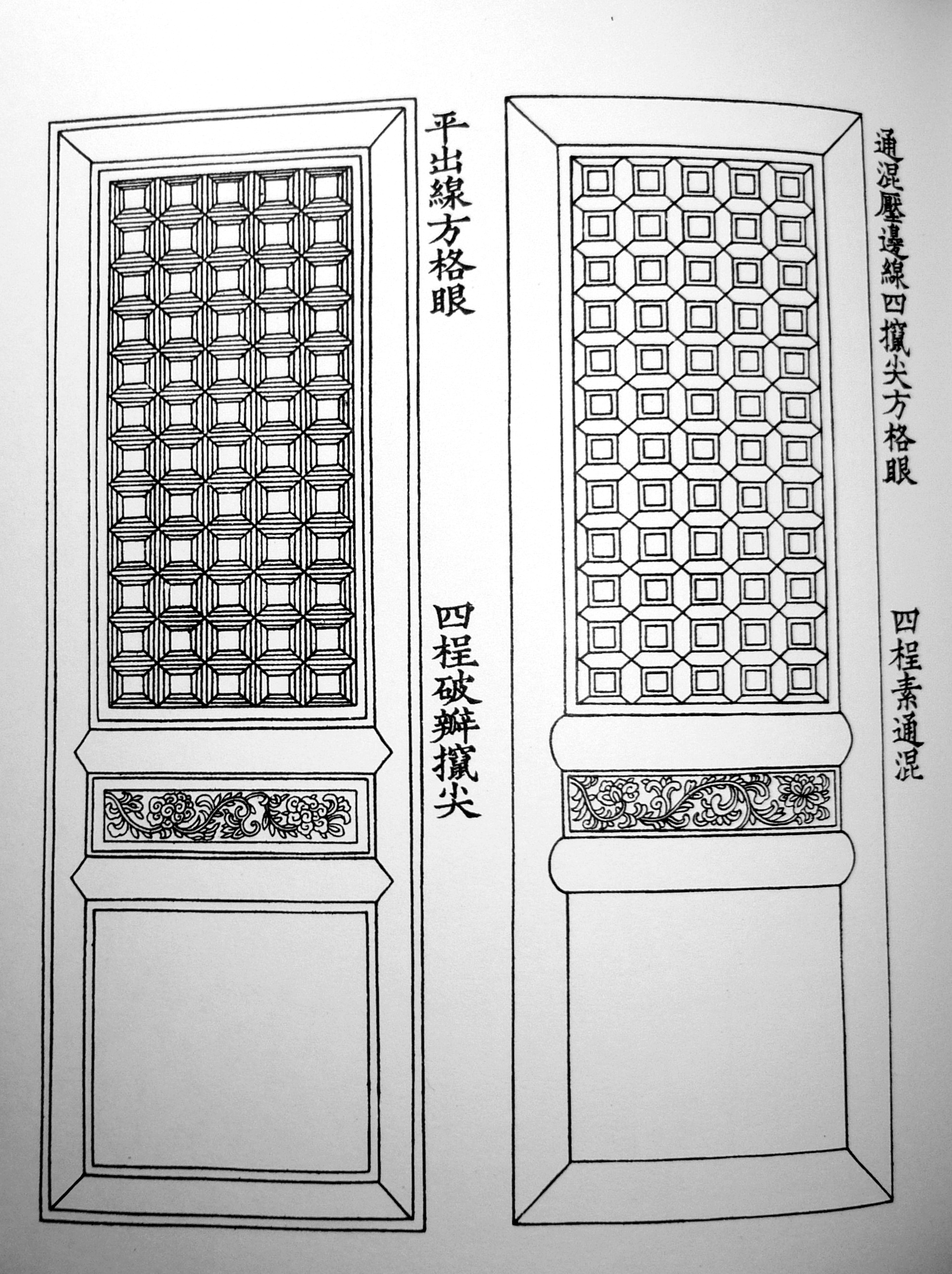
《営造法式》
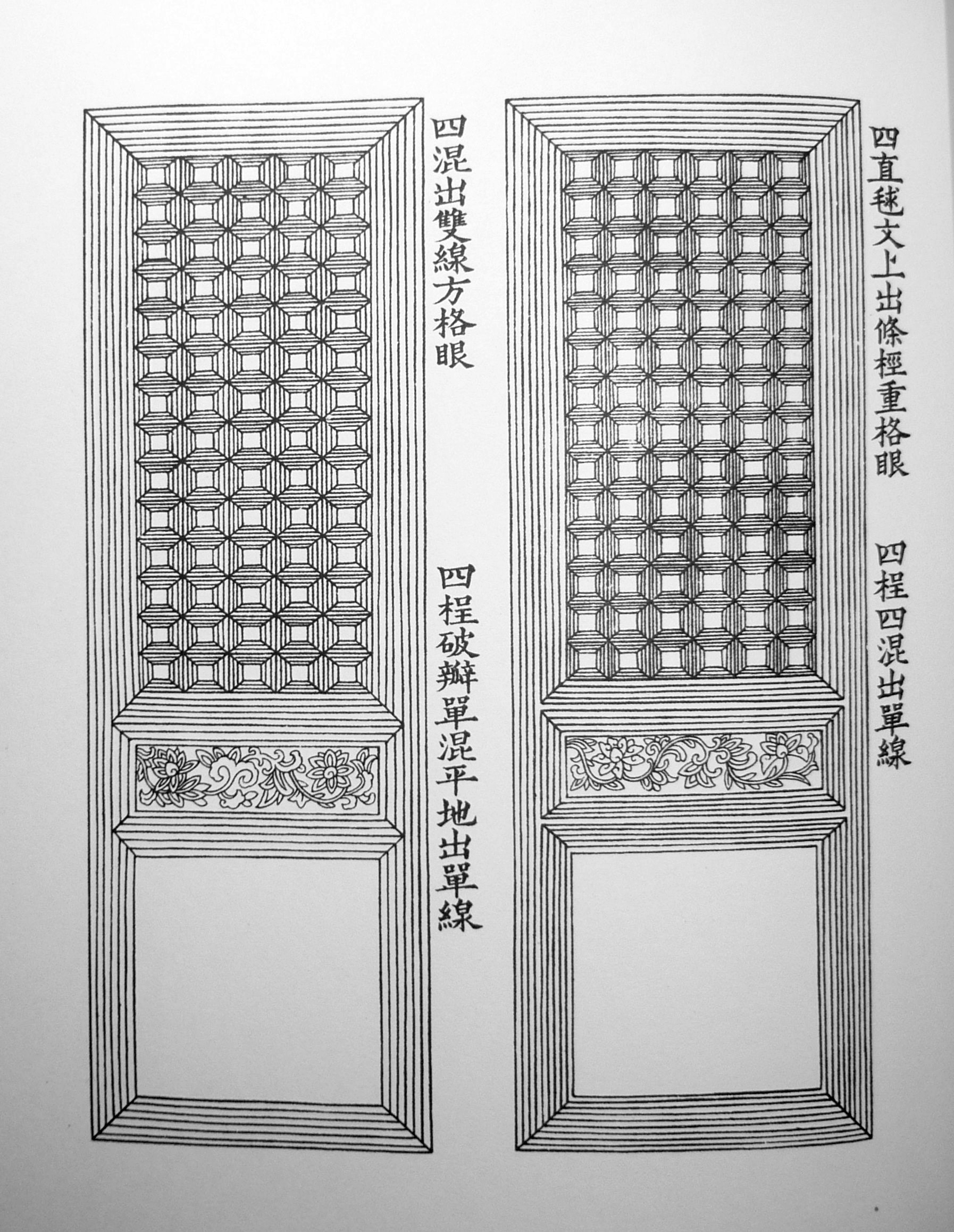
《営造法式》
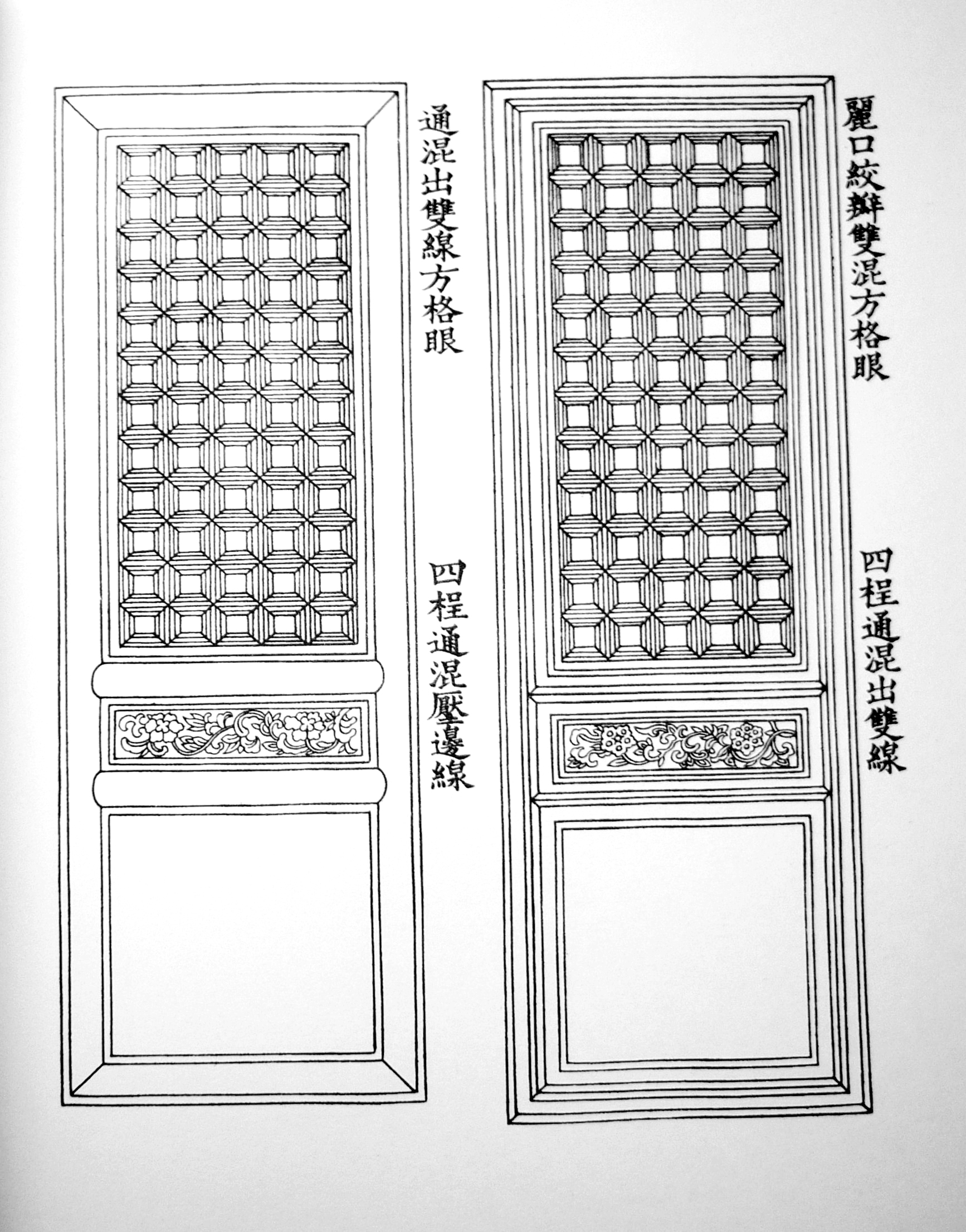
《営造法式》
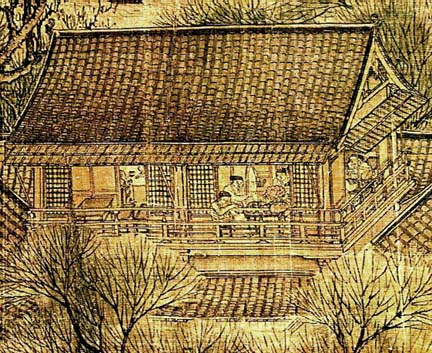
清明上河図 橫拉式格子門
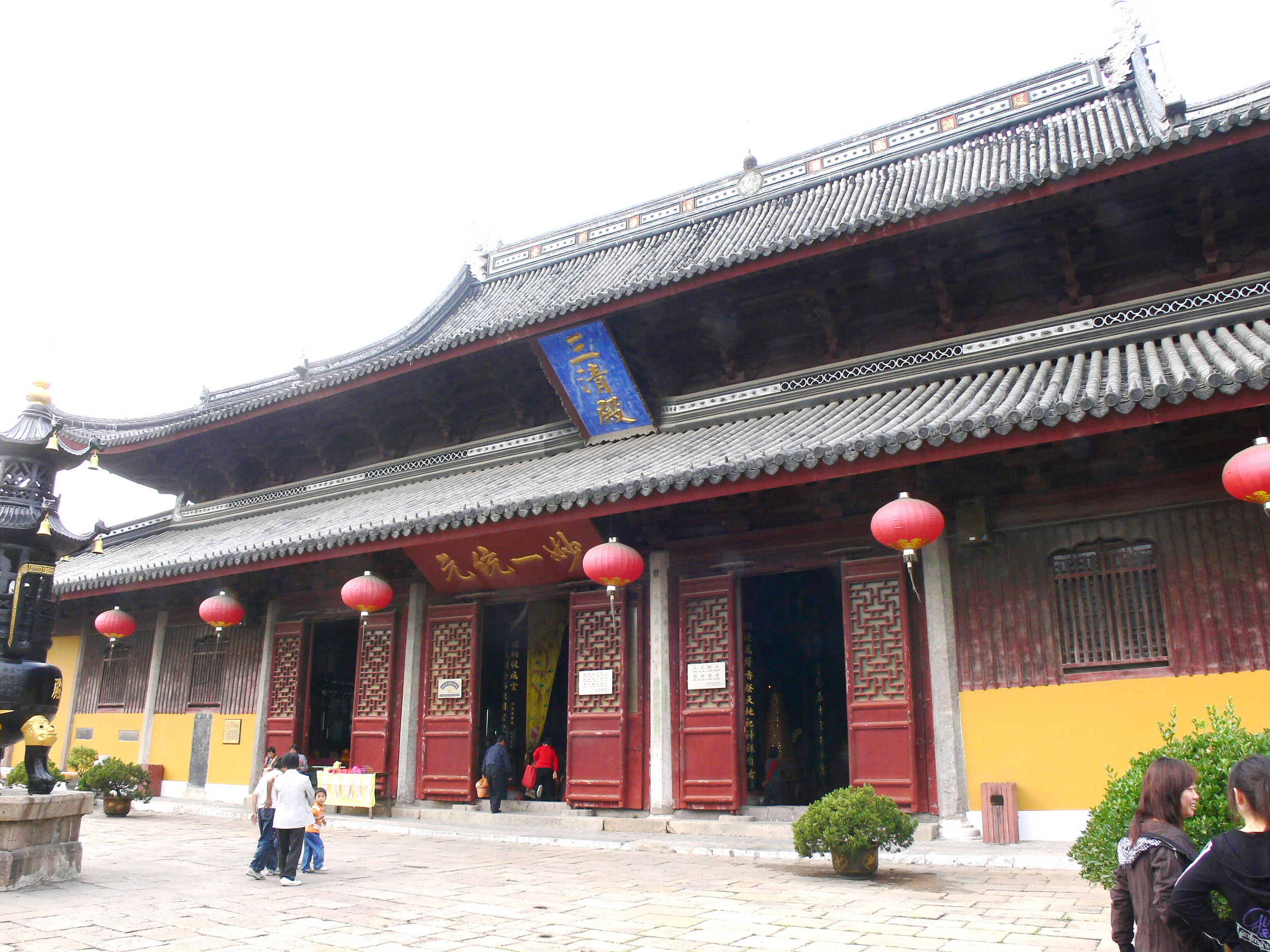
宋代三清殿(中国語版)

#### 元代

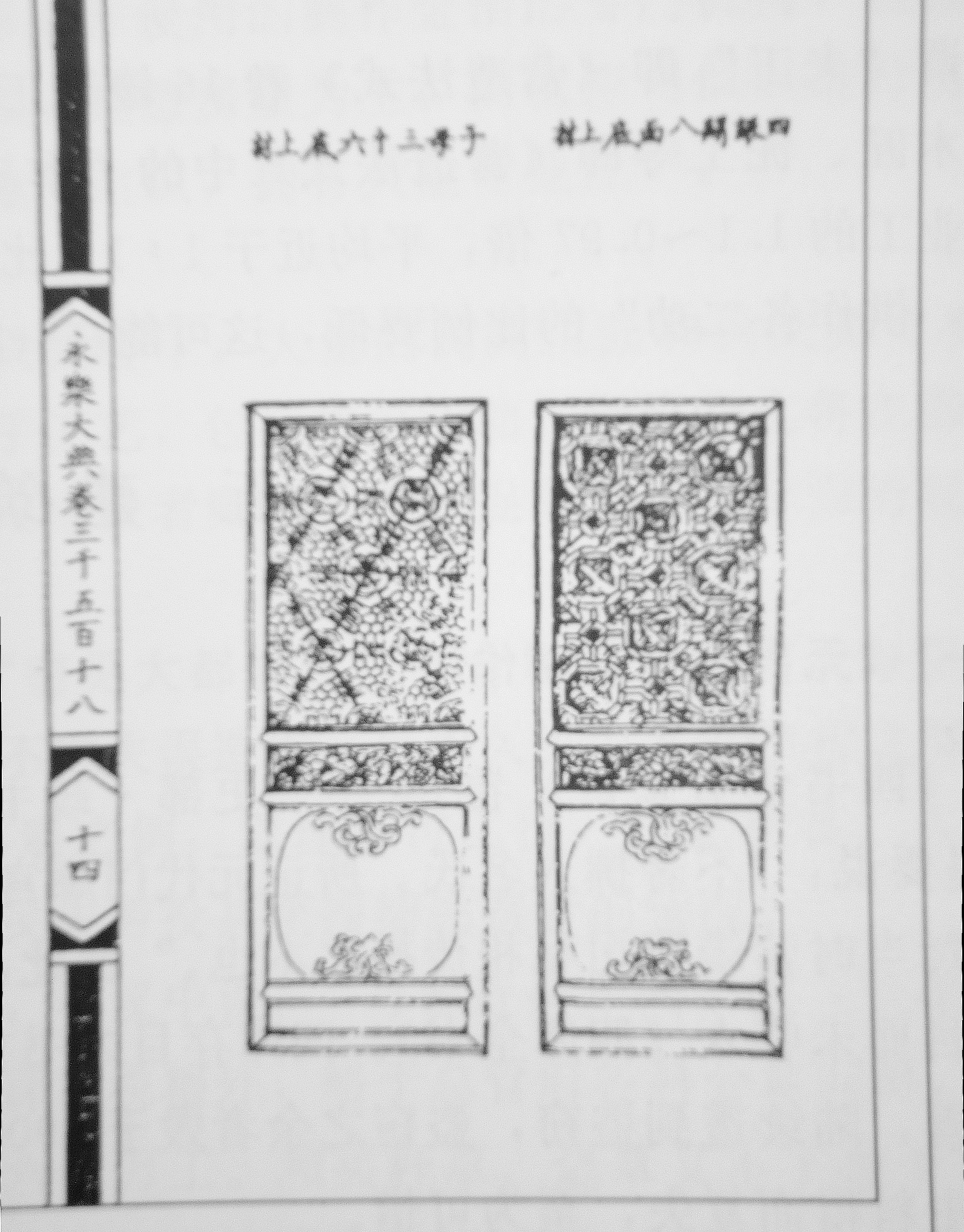
《梓人遺制(中国語版)》 格子門の正面図
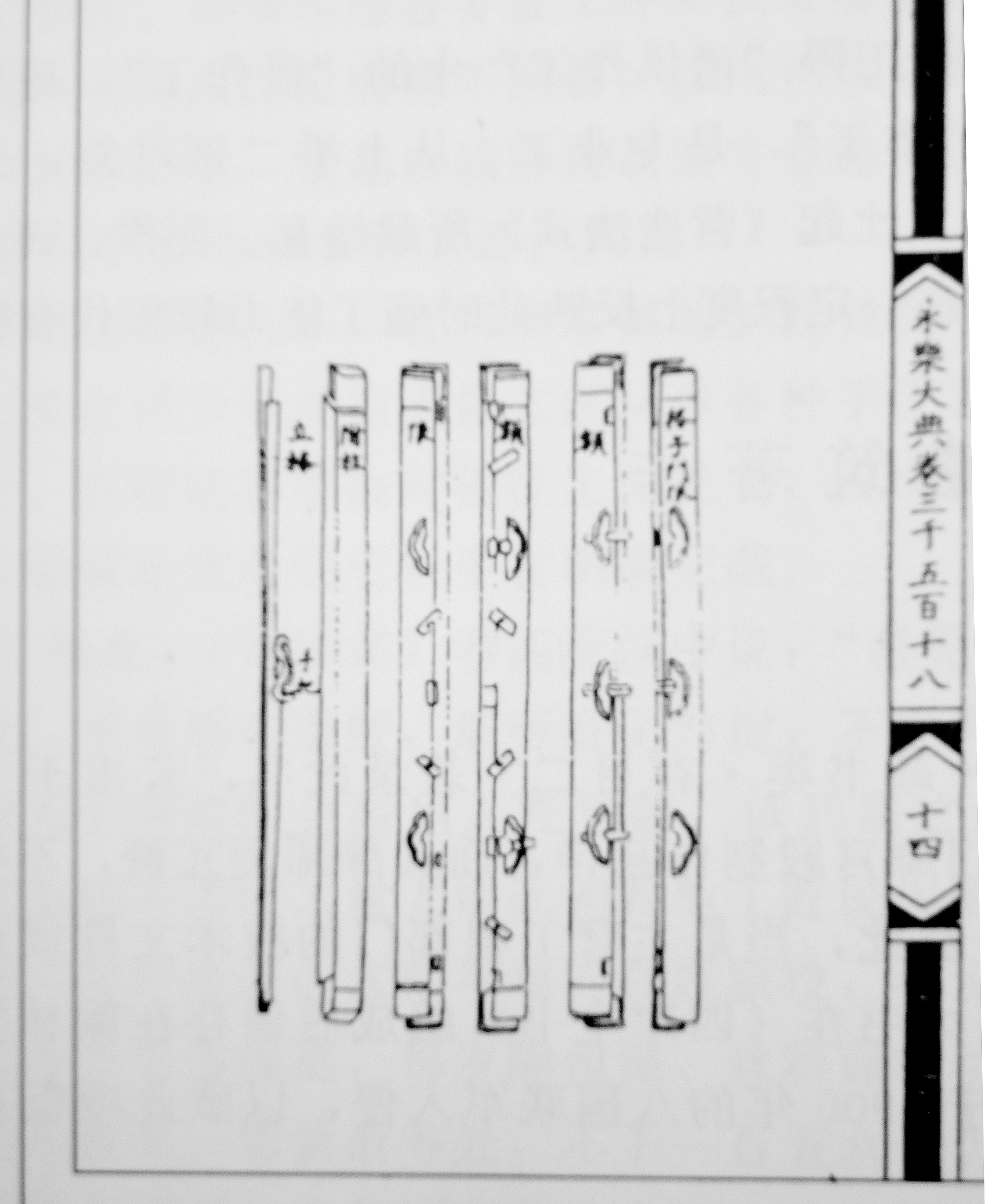
《梓人遺制》 格子門の側面図

#### 明代

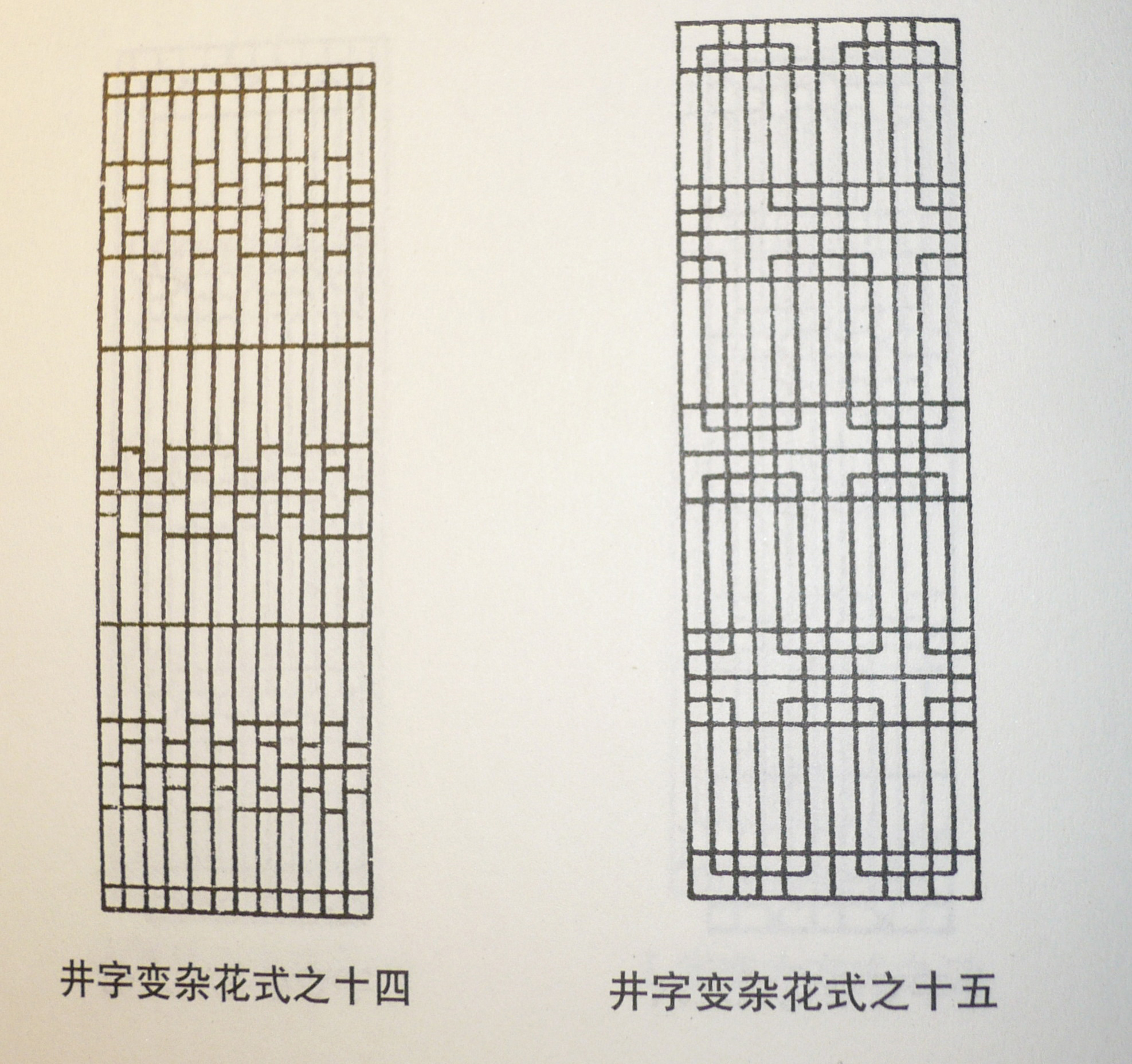
《園冶》 井字変雑花式
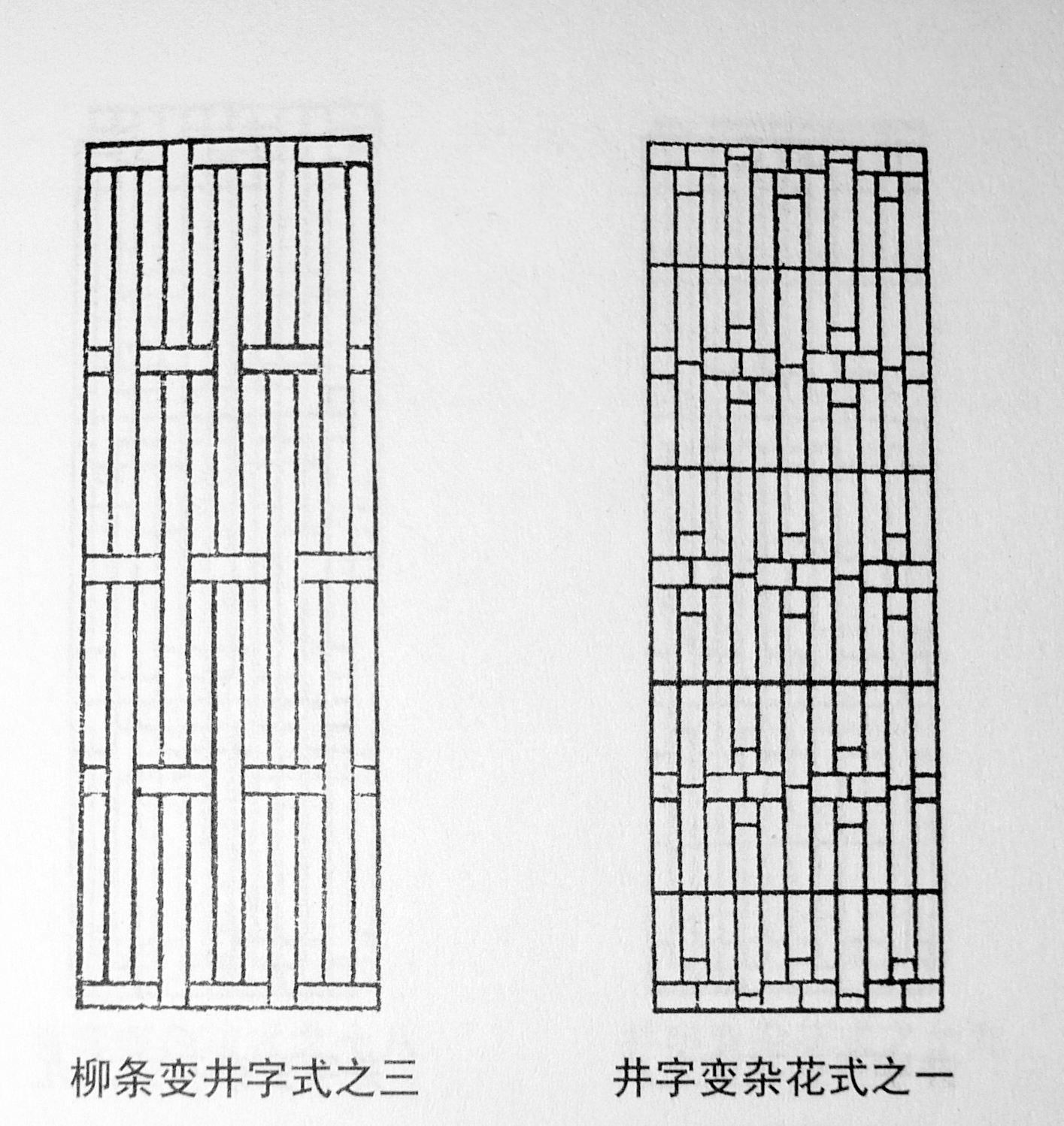
《園冶》 柳條変井字式、井字変雑花式
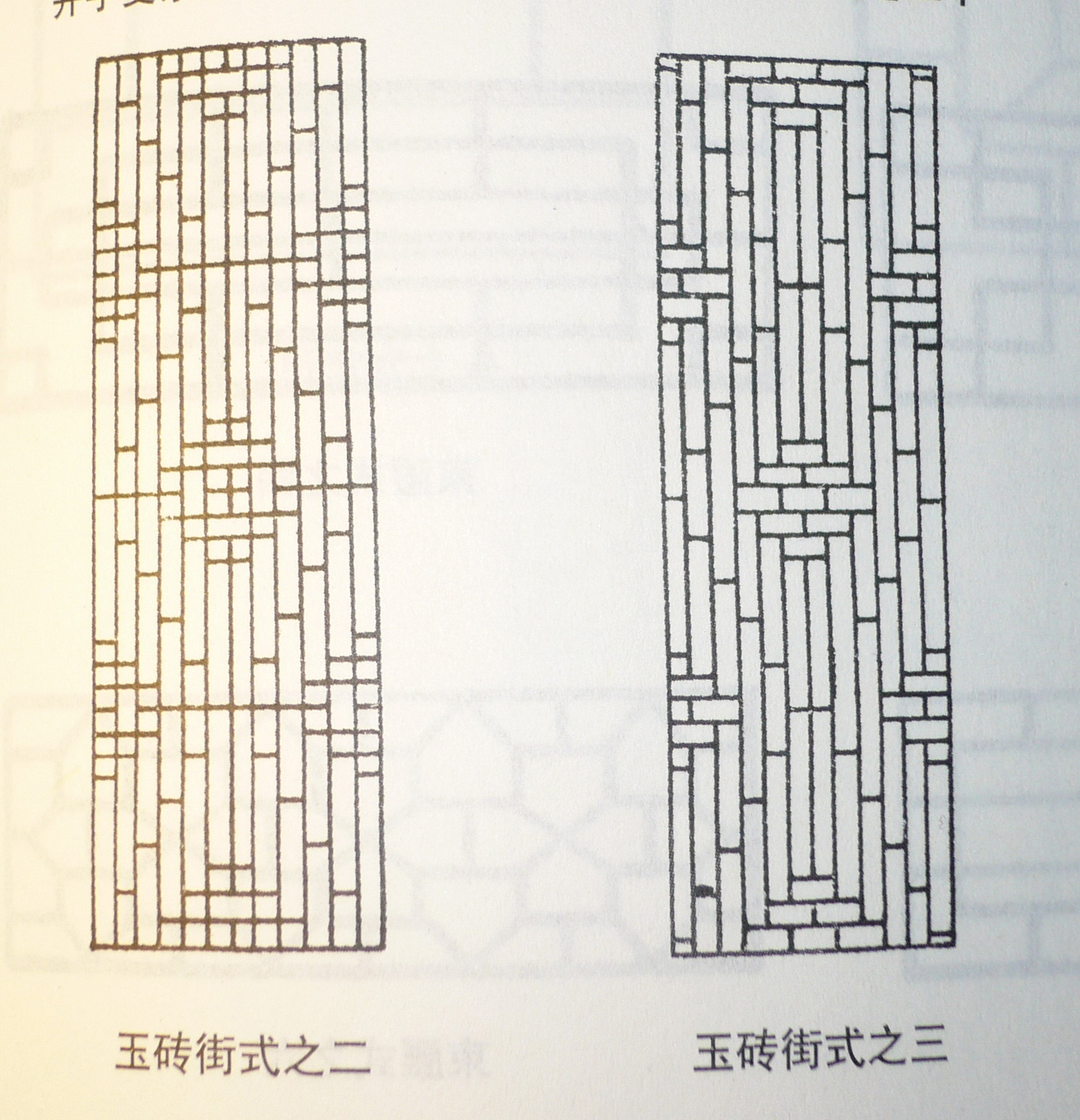
《園冶》 玉磚街式
武当山紫霄殿
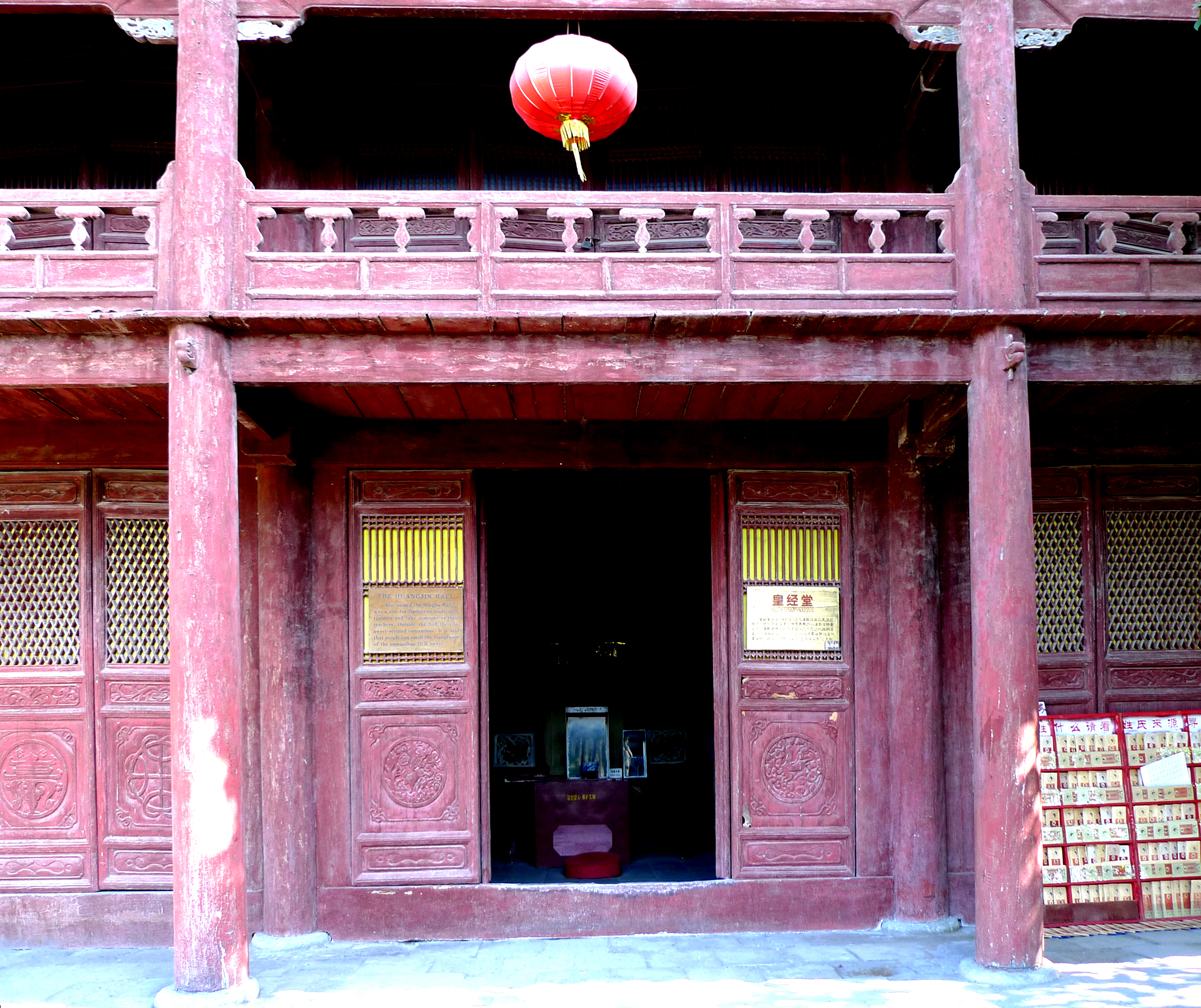
武当山皇経堂
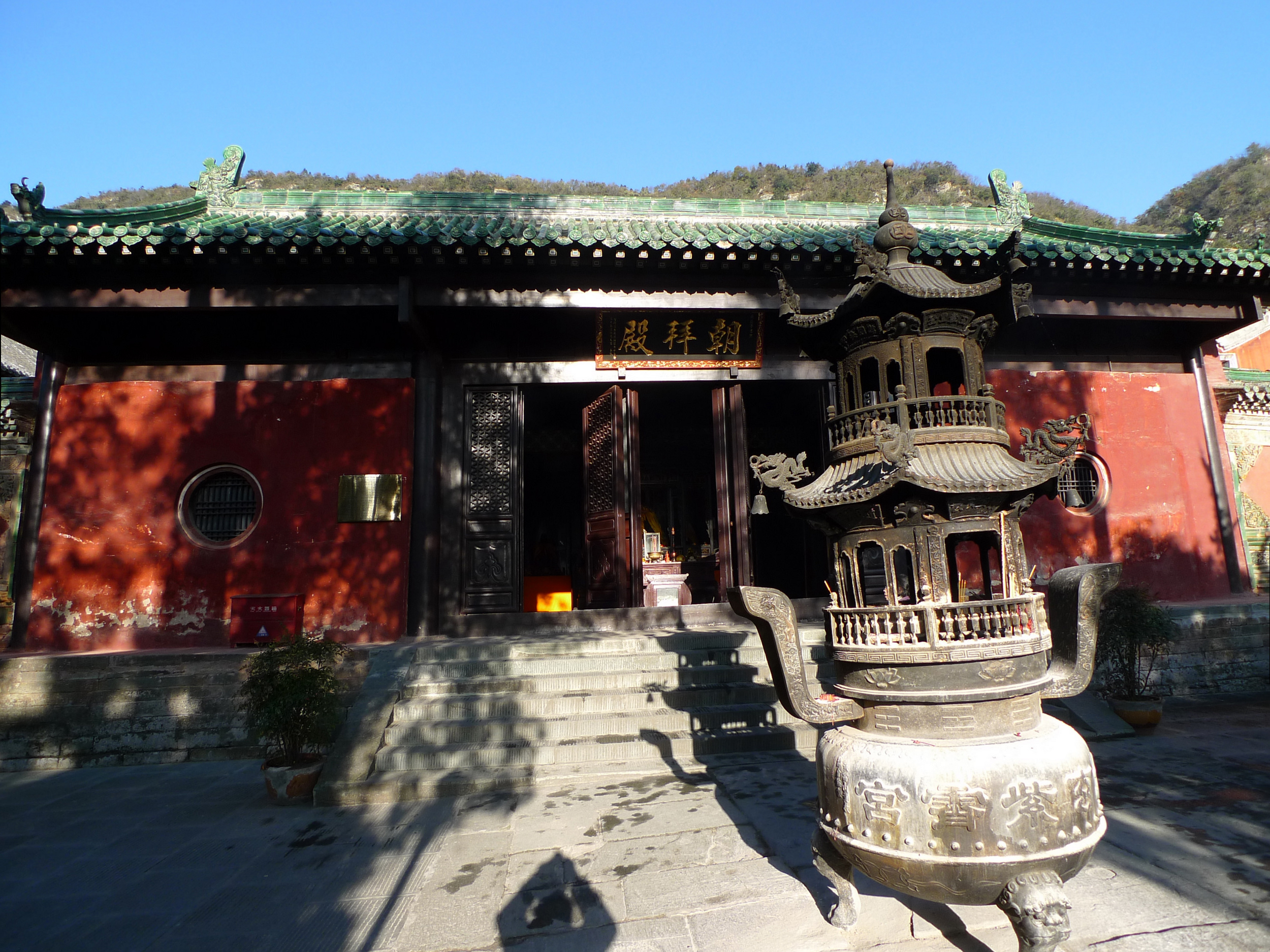
武当山朝拜殿
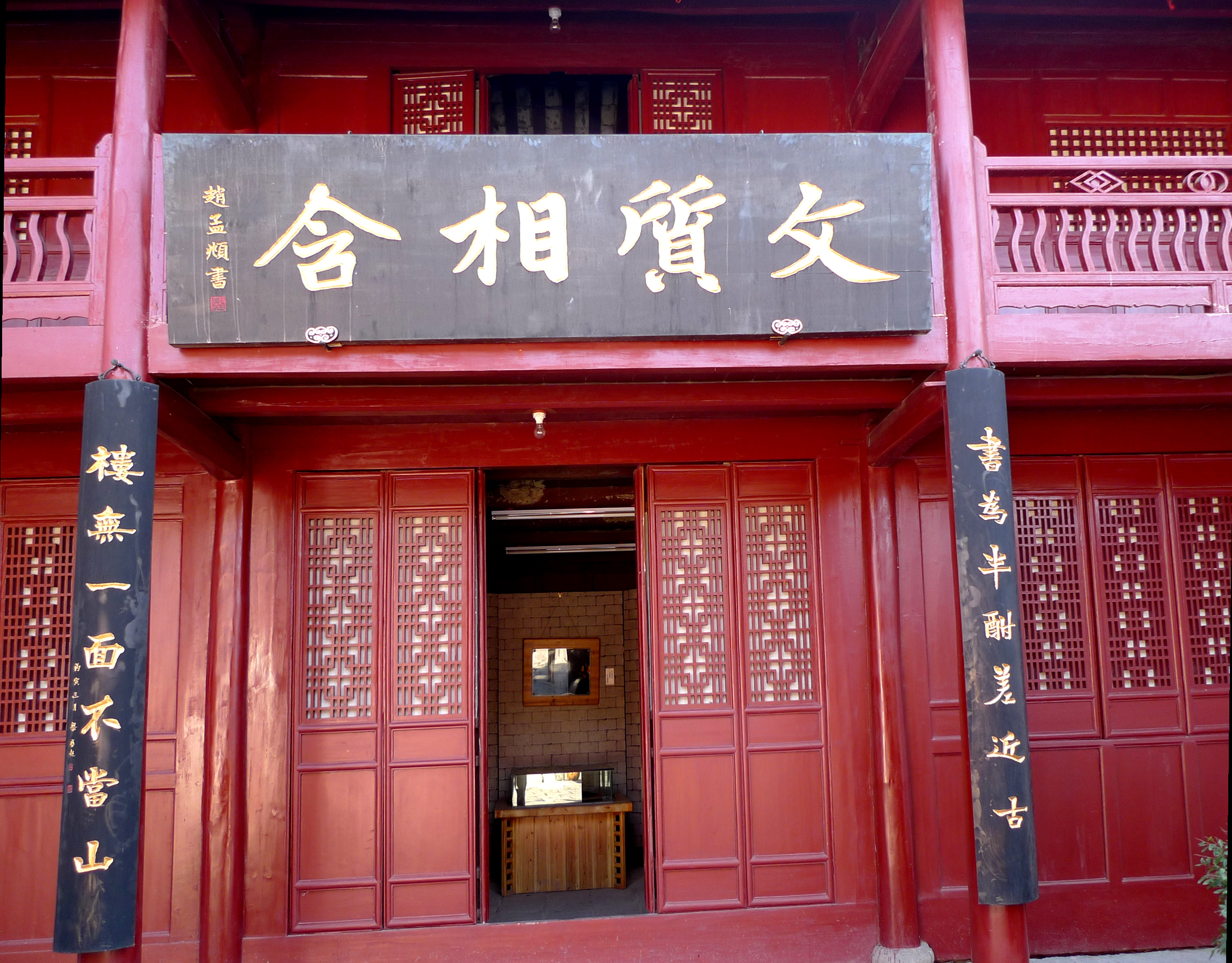
武当山文質相含殿
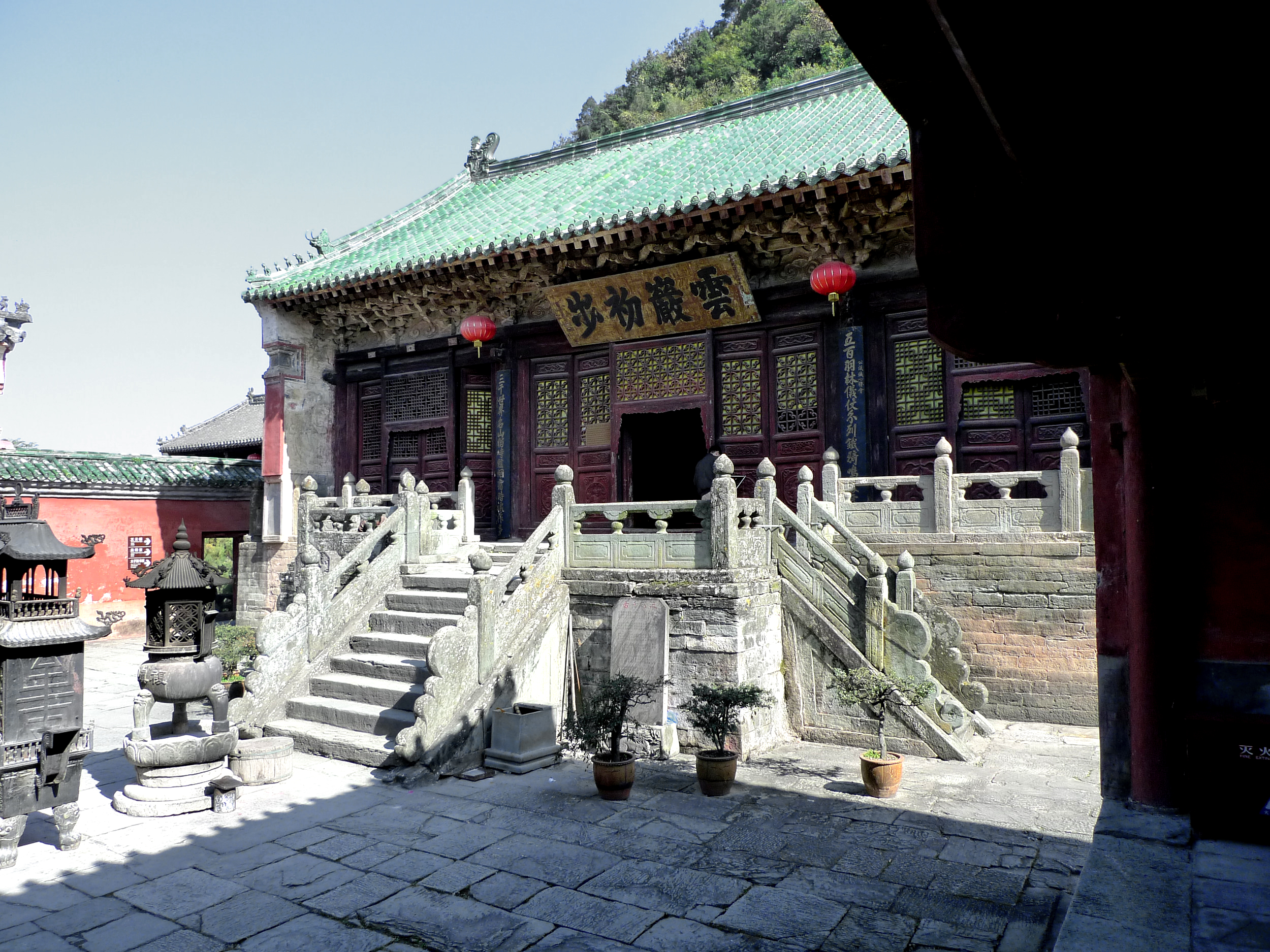
武当山雲岩初步
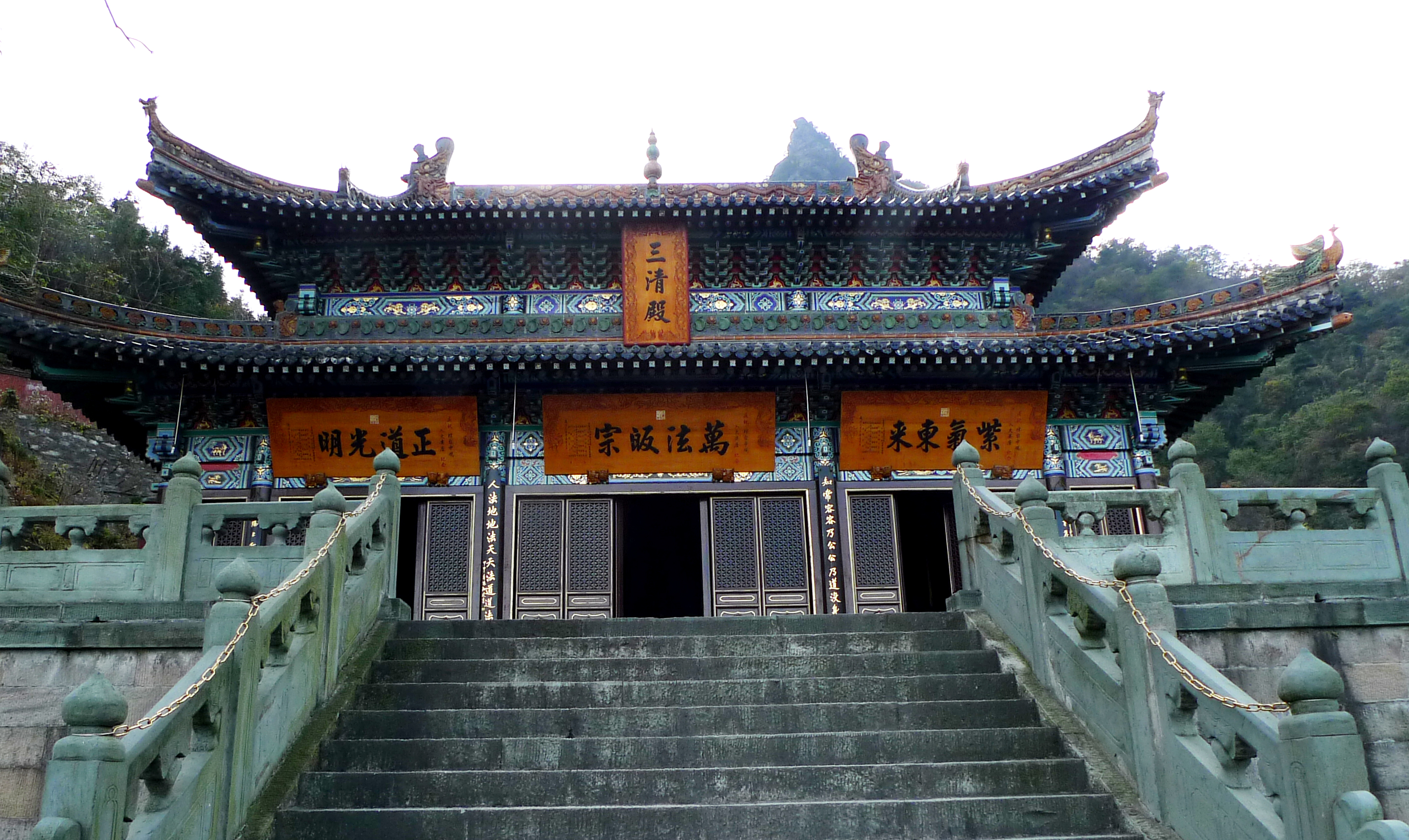
武当山三清殿
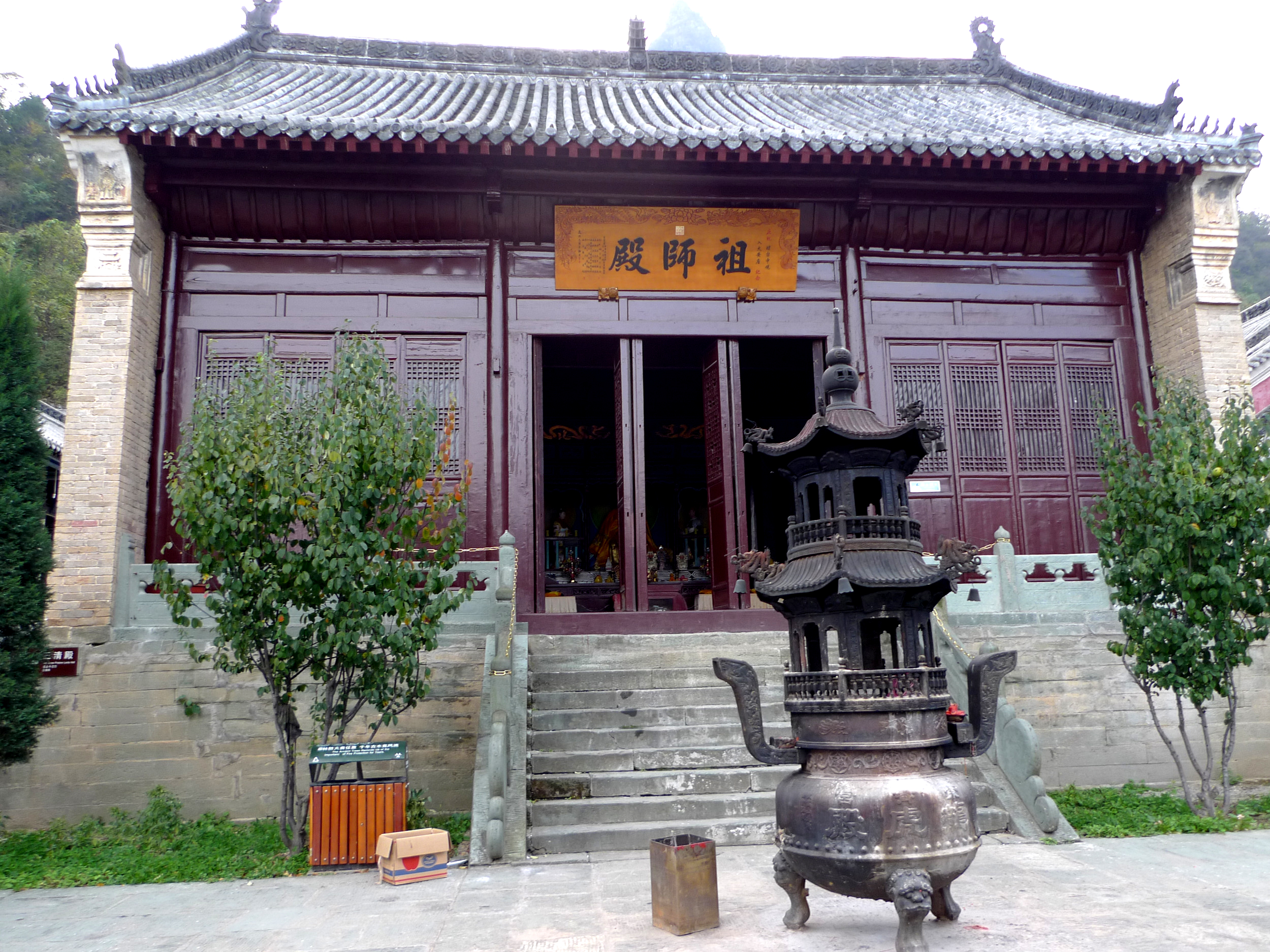
武当山祖師殿
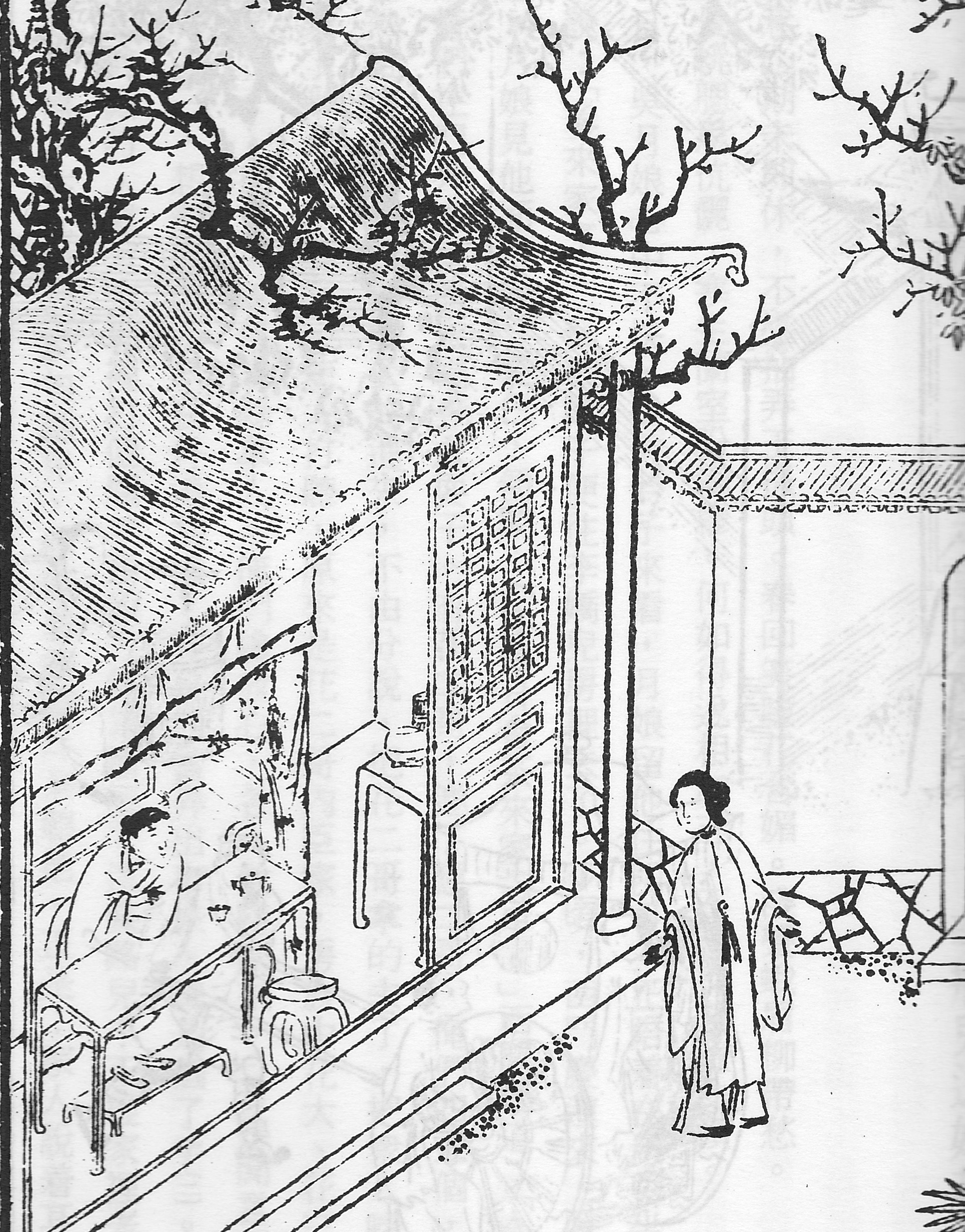
金瓶梅
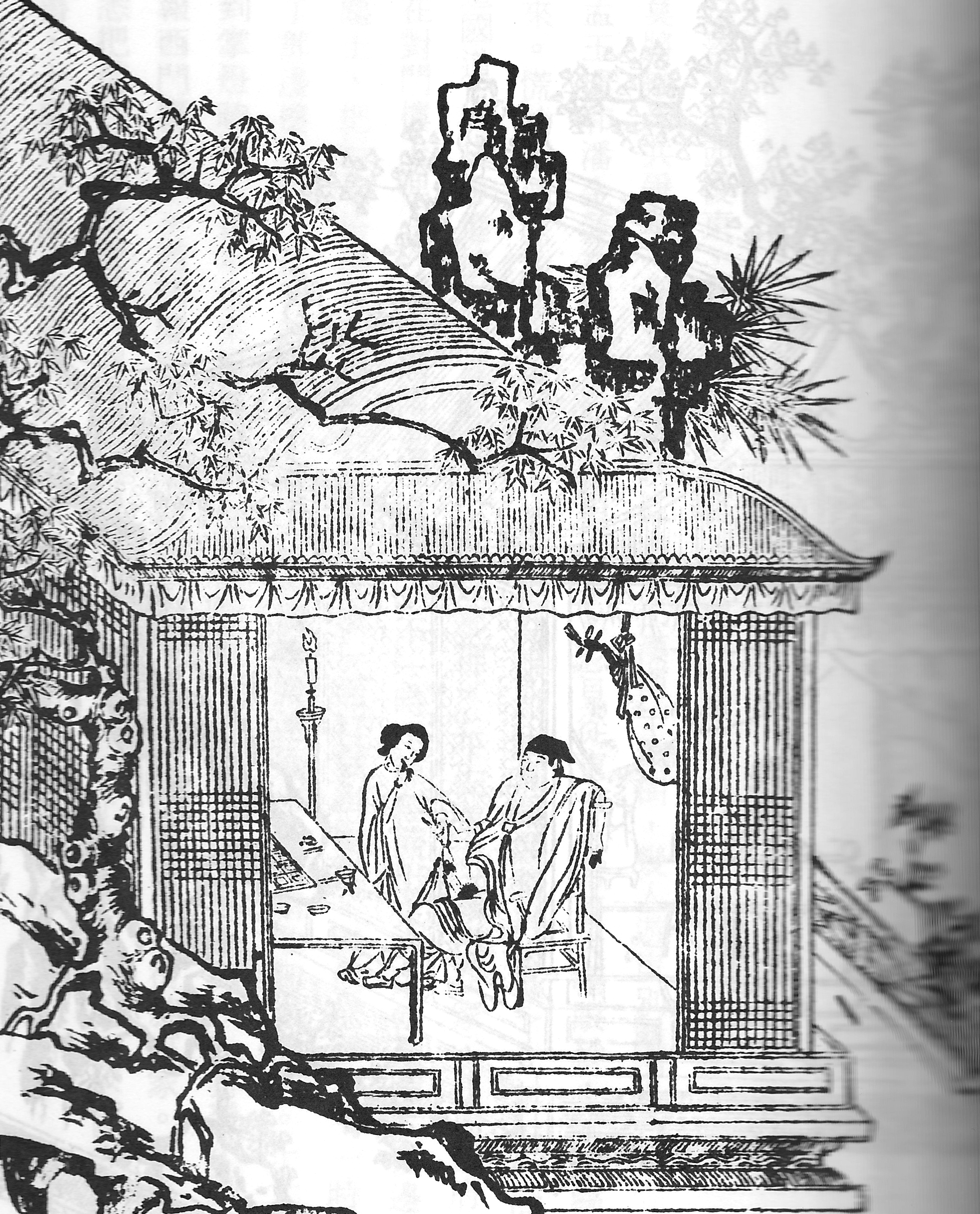
金瓶梅

#### 清代

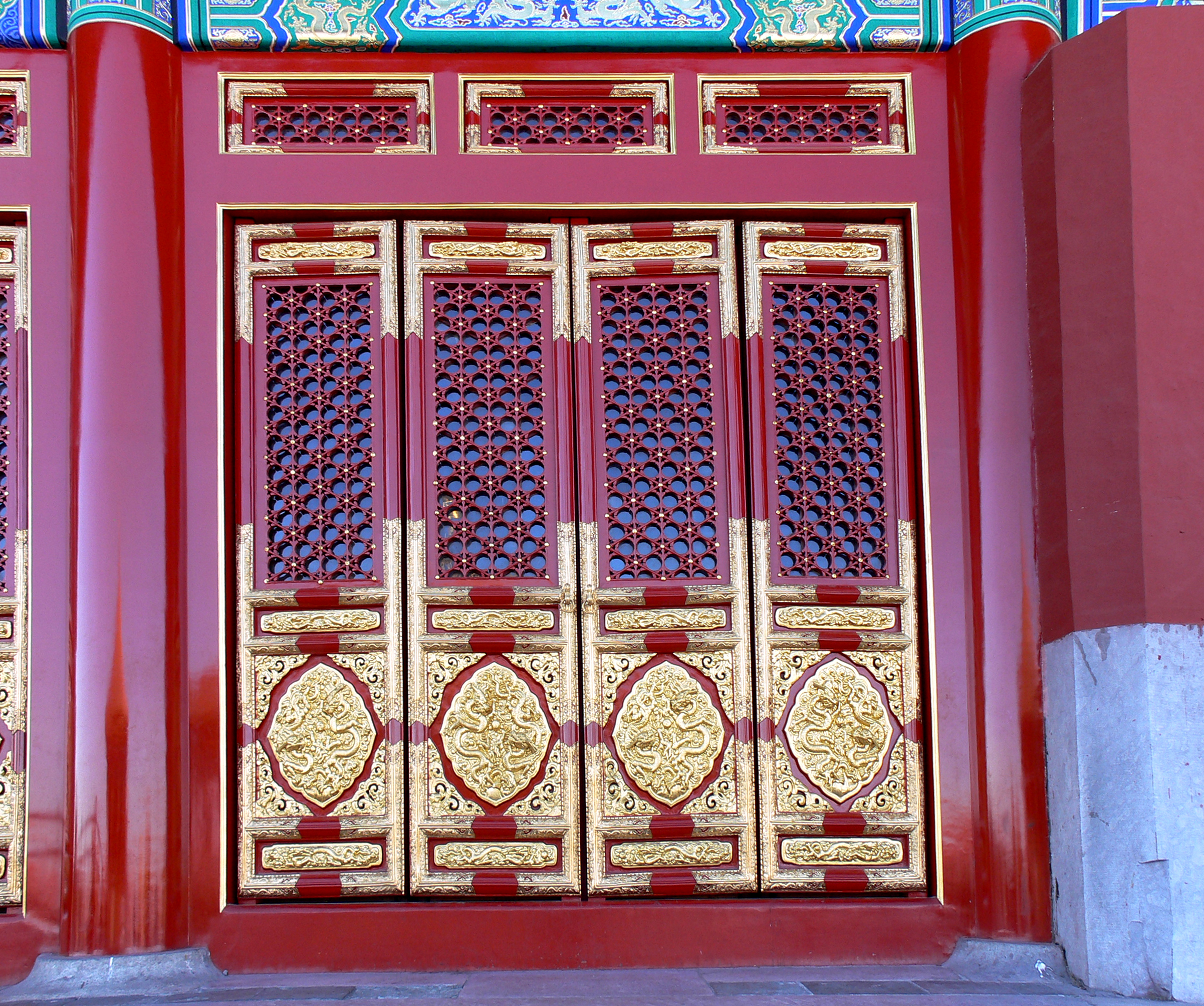
紫禁城太和殿 逑文格扇
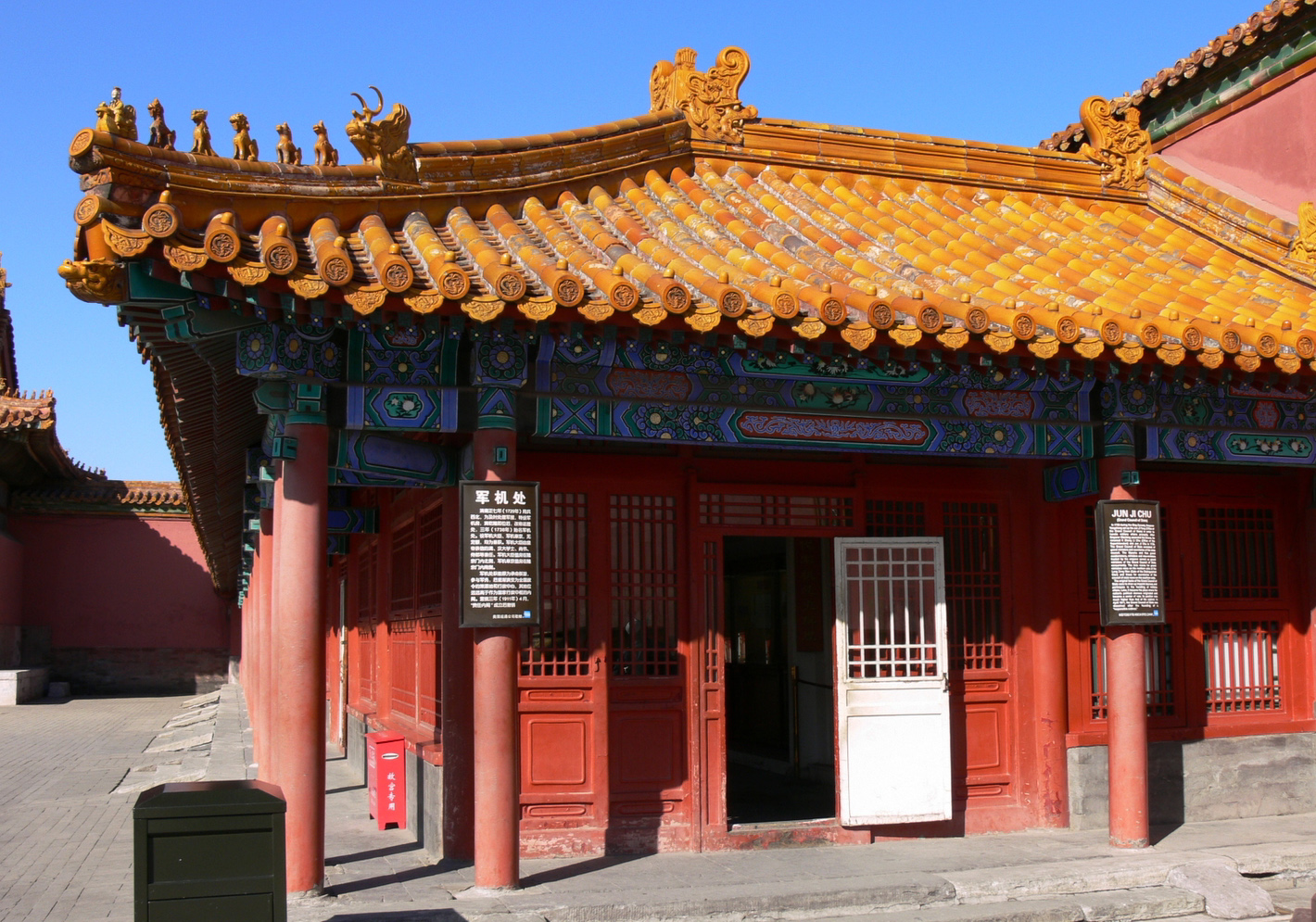
紫禁城軍機処
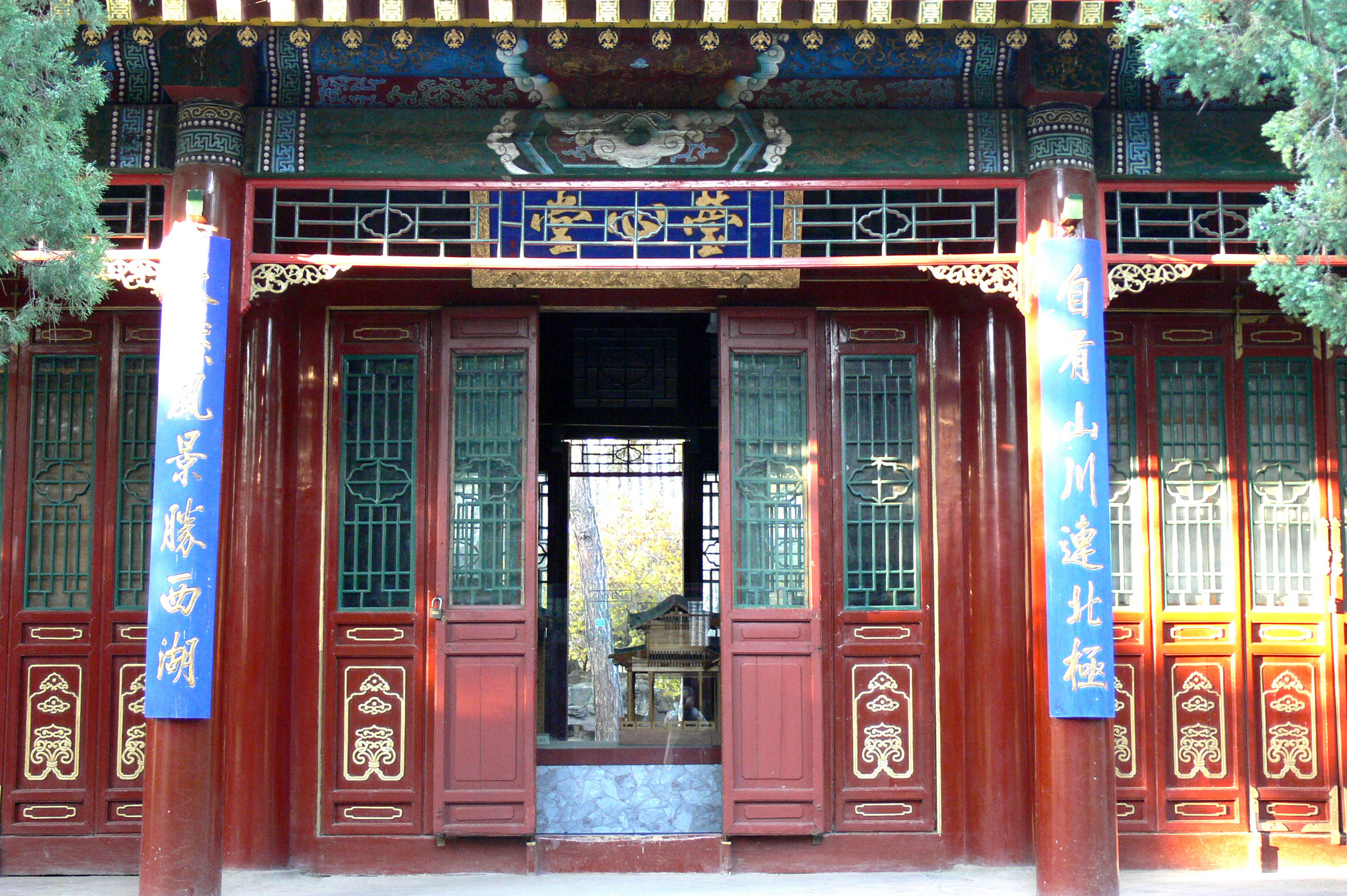
承德避暑山荘
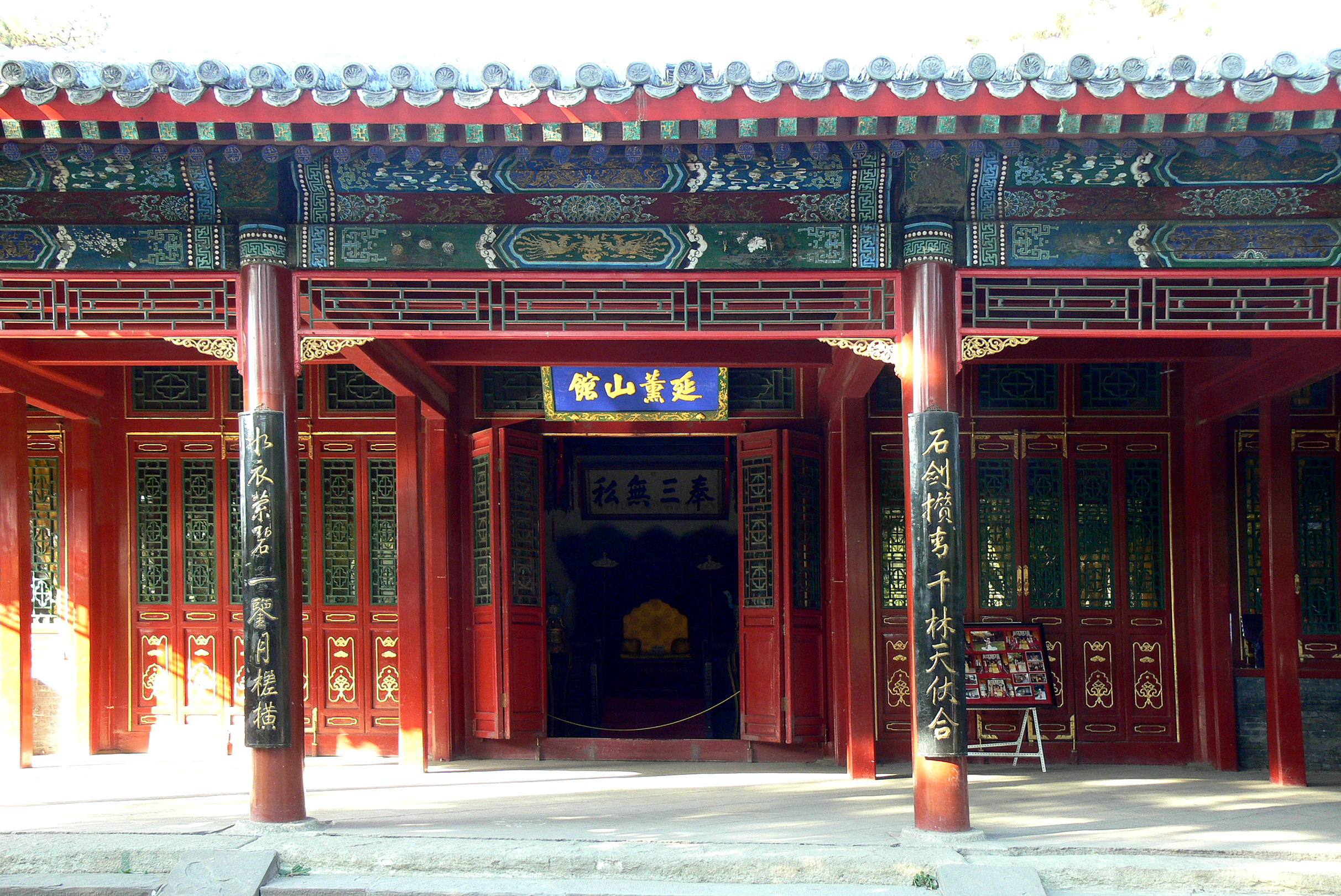
避暑山庄延薰山館
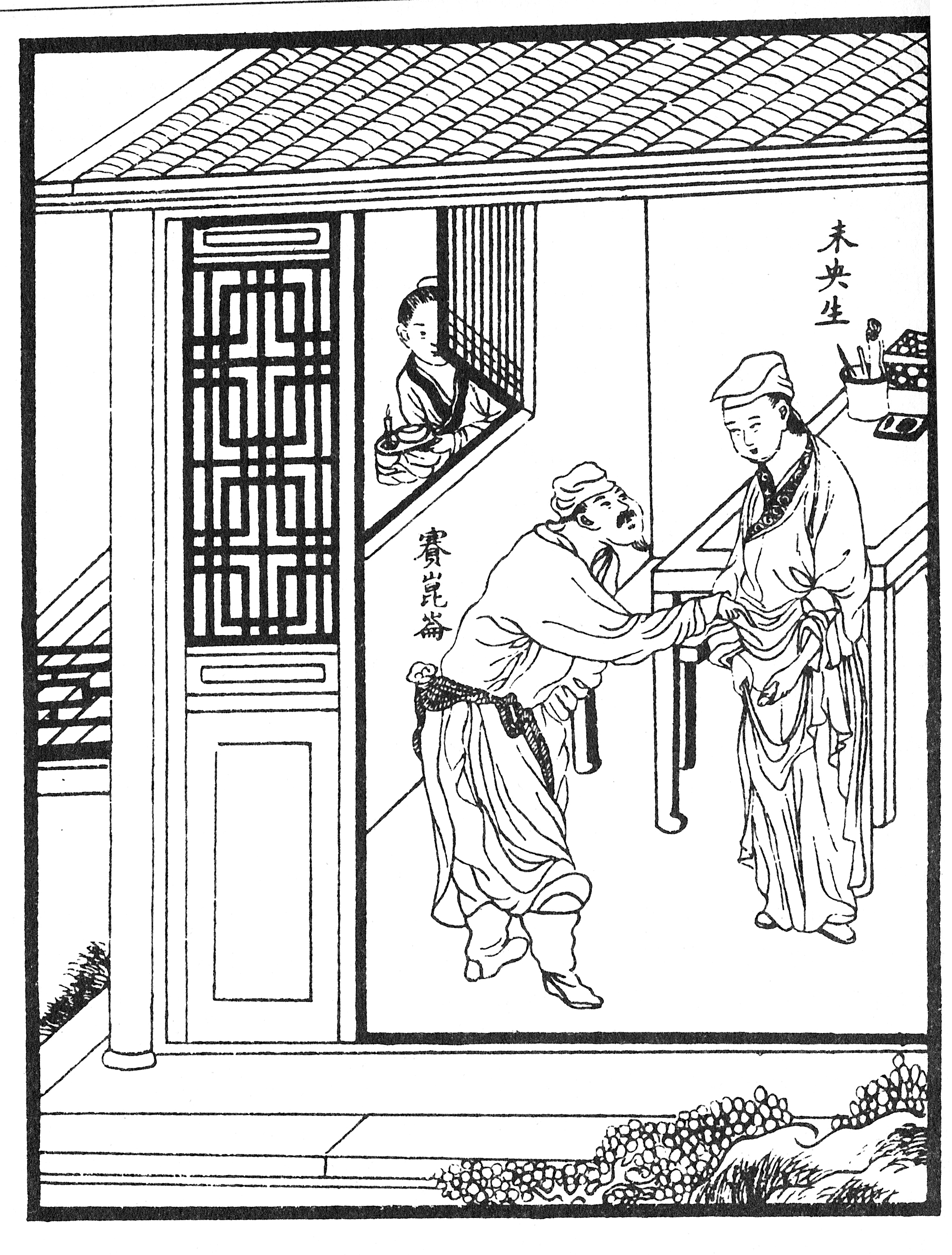
肉蒲団の木版画 双腰串格子門

#### 民家

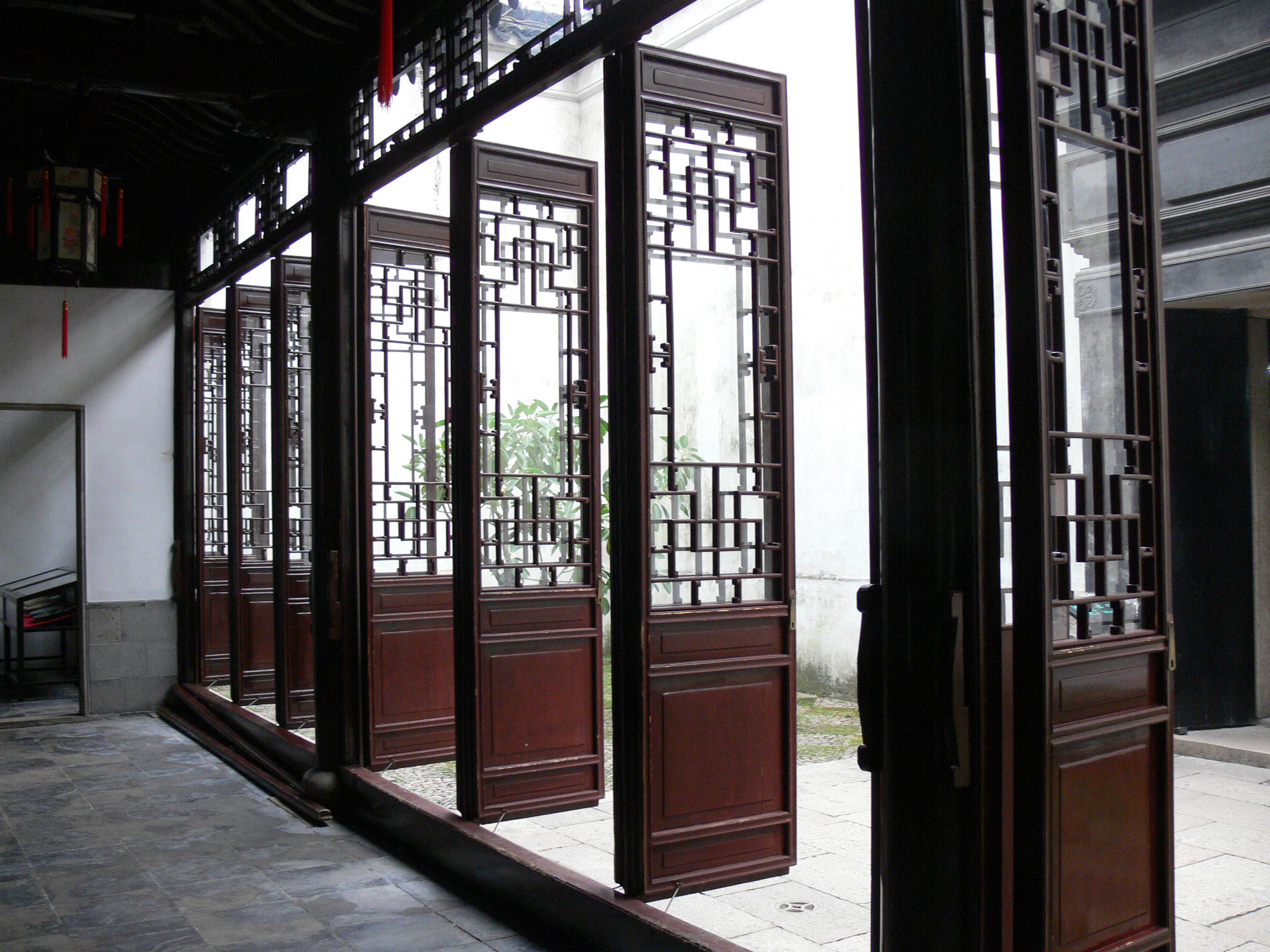
蘇州市滄浪亭(英語版)
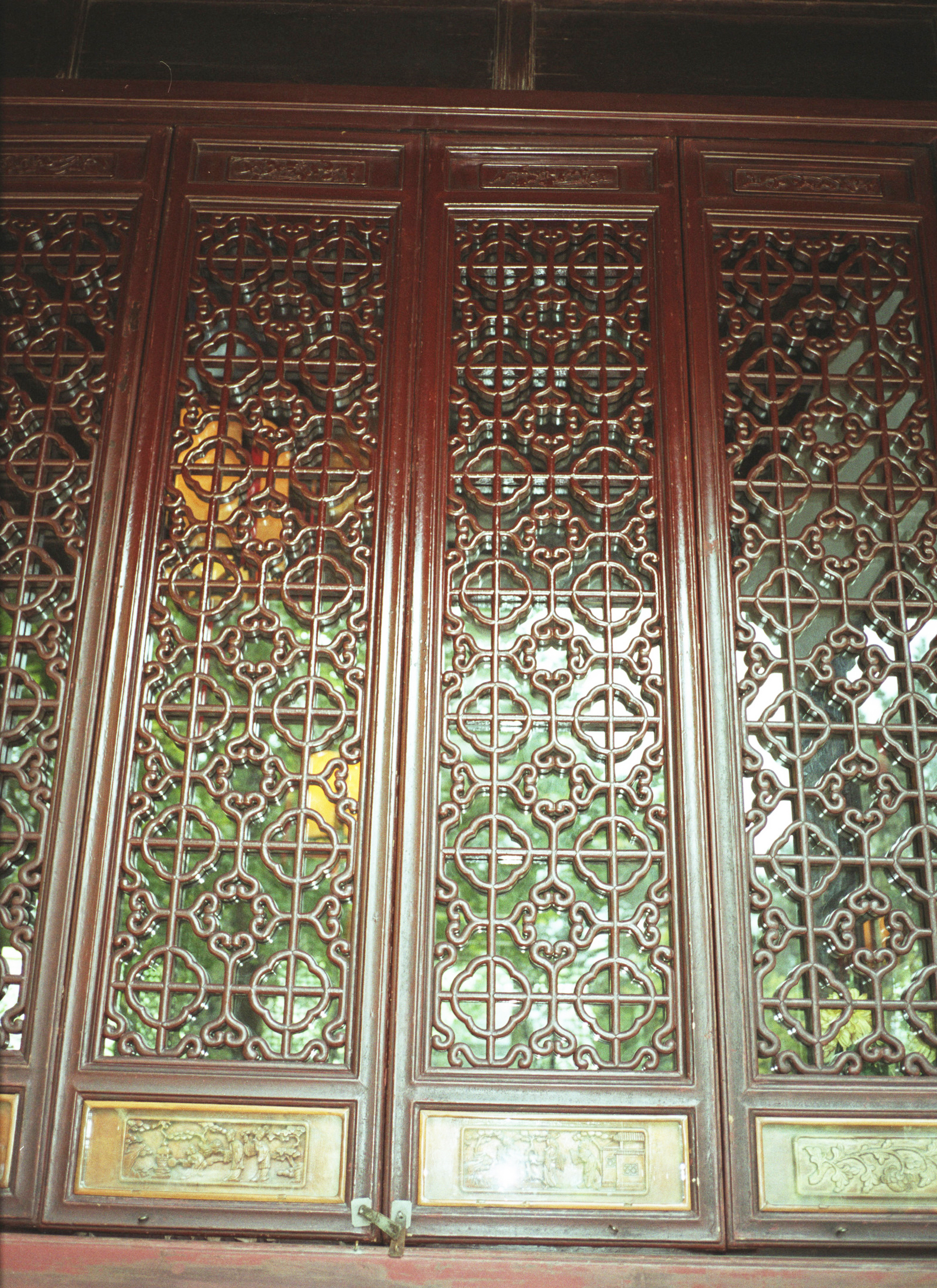
蘇州市东山雕花楼
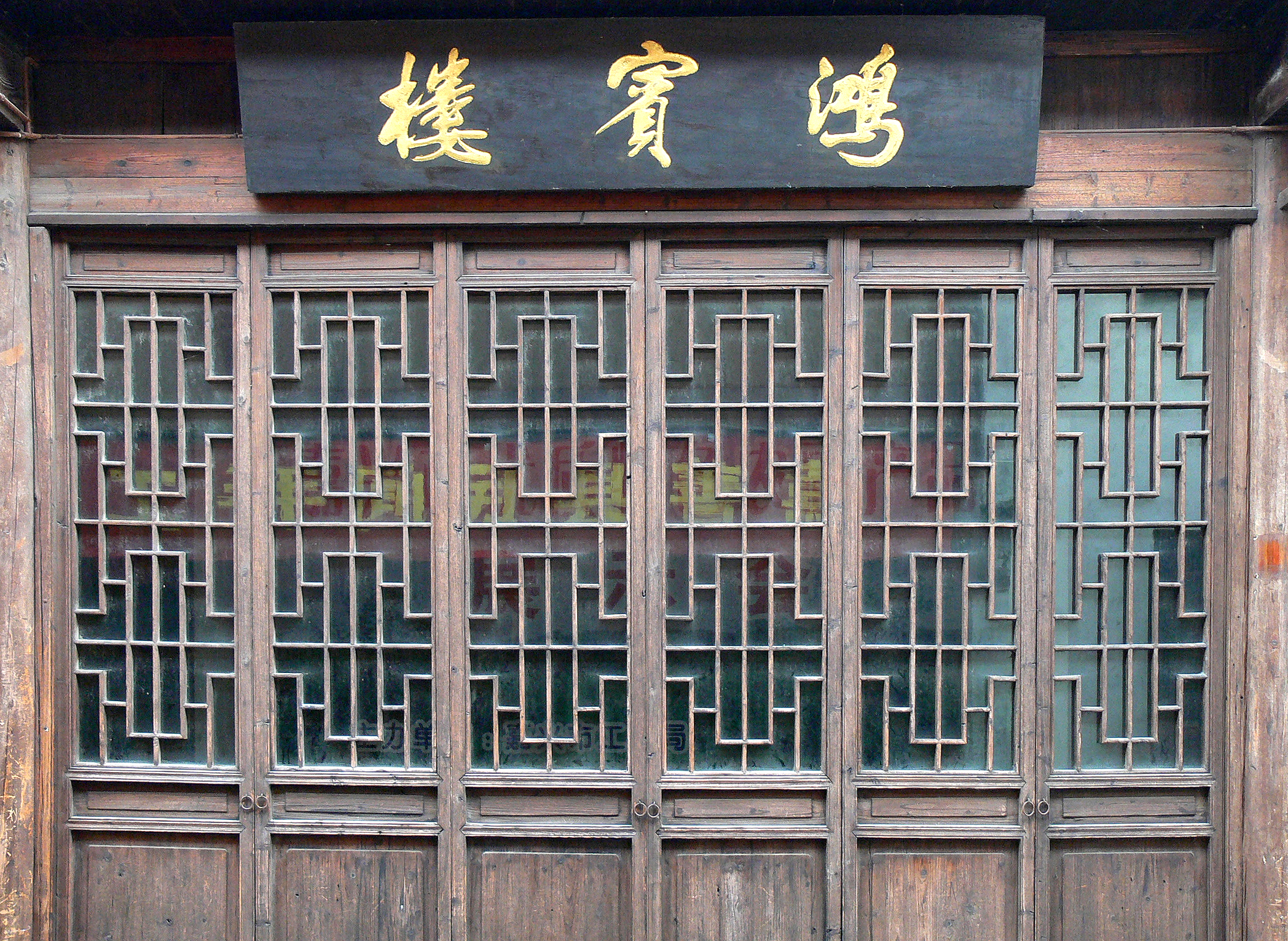
西塘鎮鴻賓楼
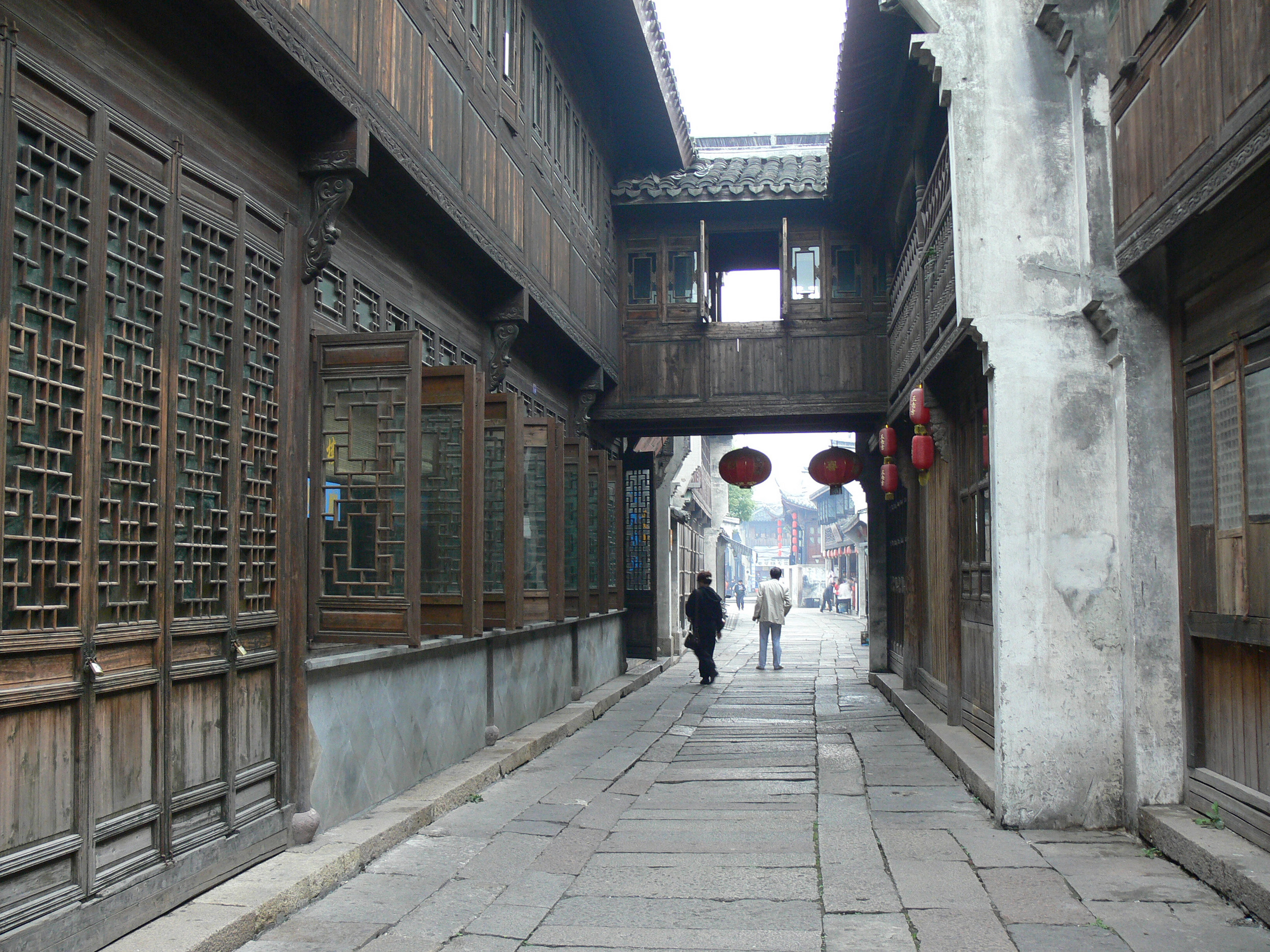
烏鎮
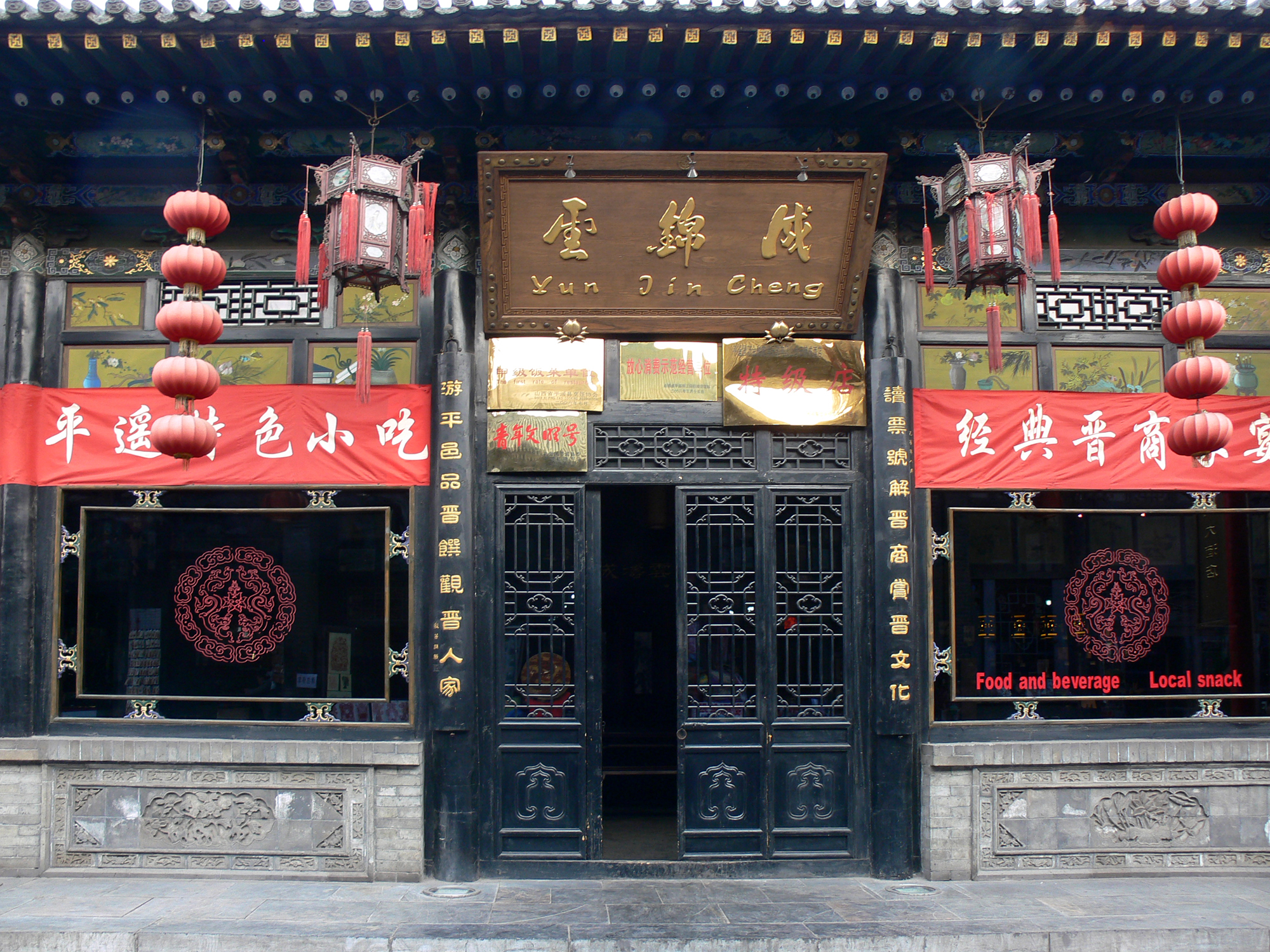
平遥古城雲錦城
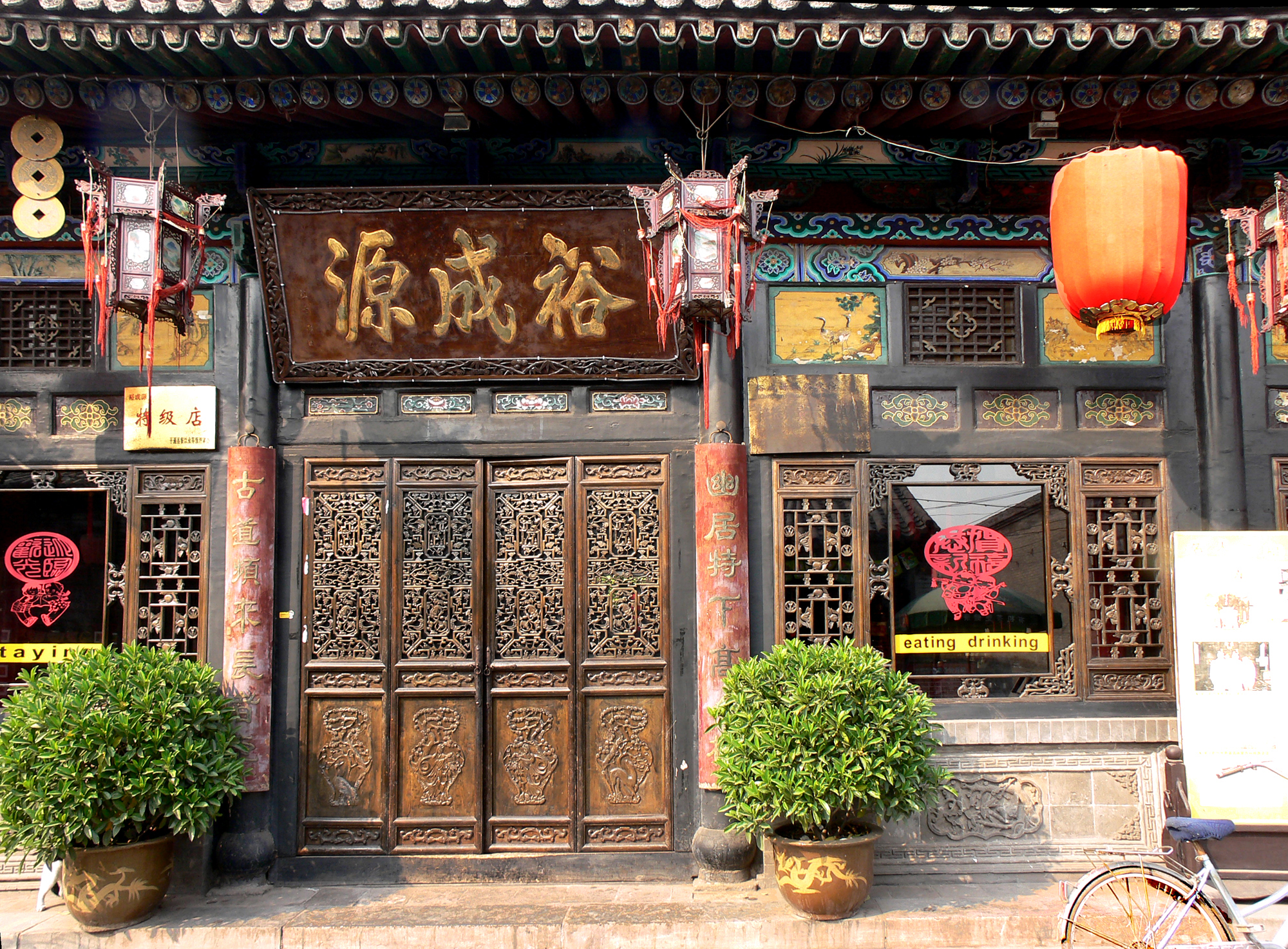
平遥古城源成裕
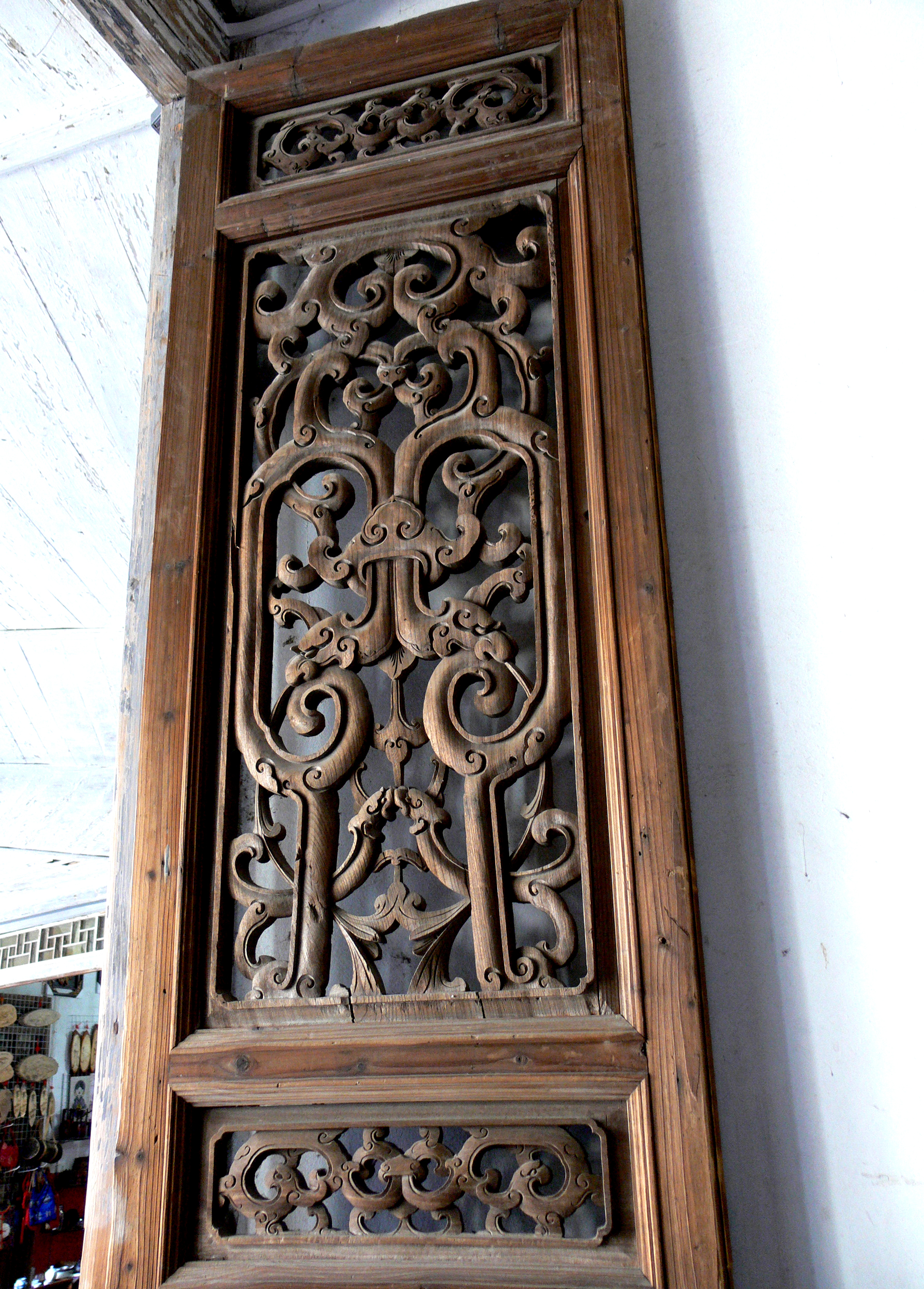
福建永定振成楼

### 朝鮮

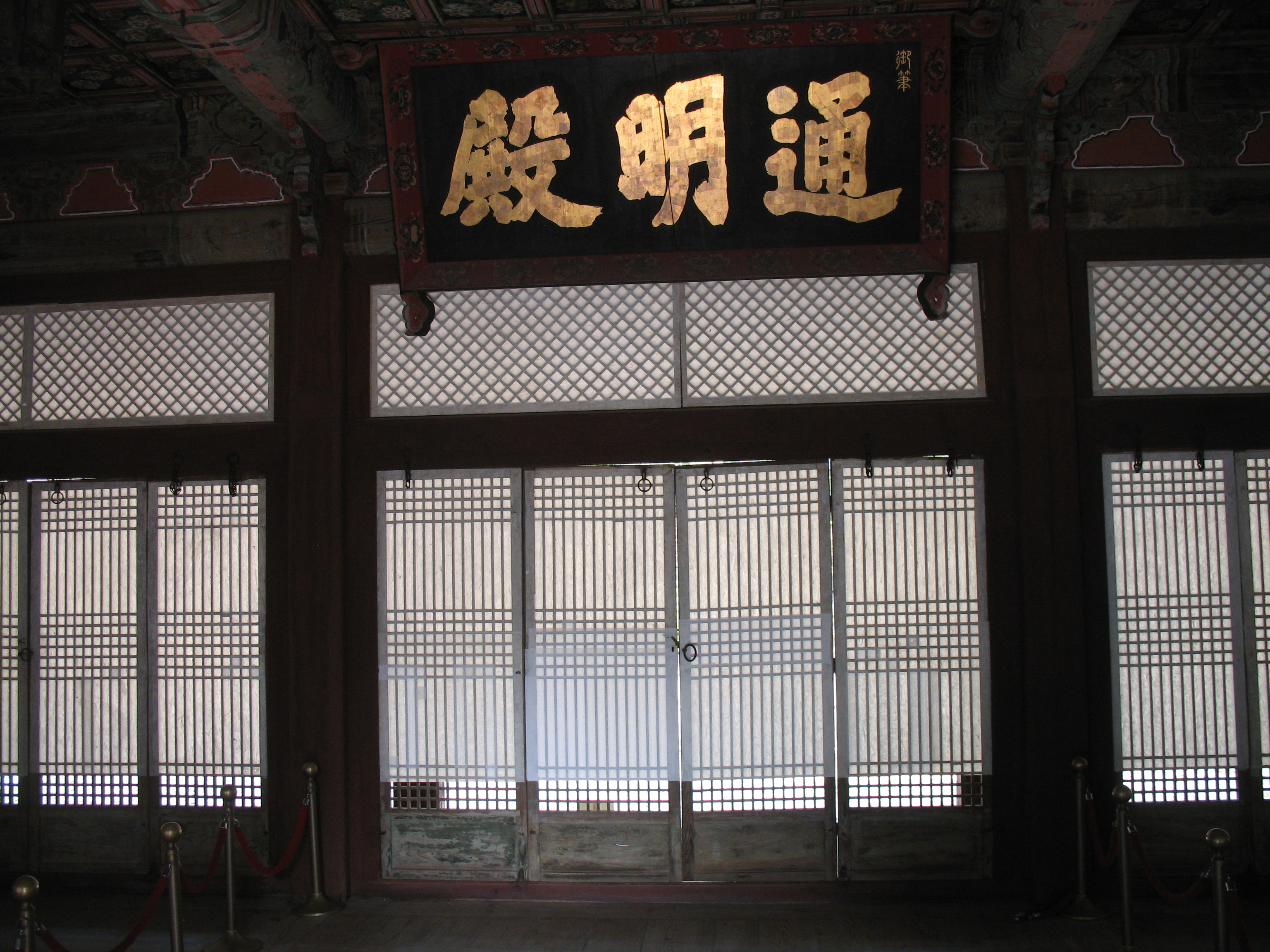
昌慶宮通明殿
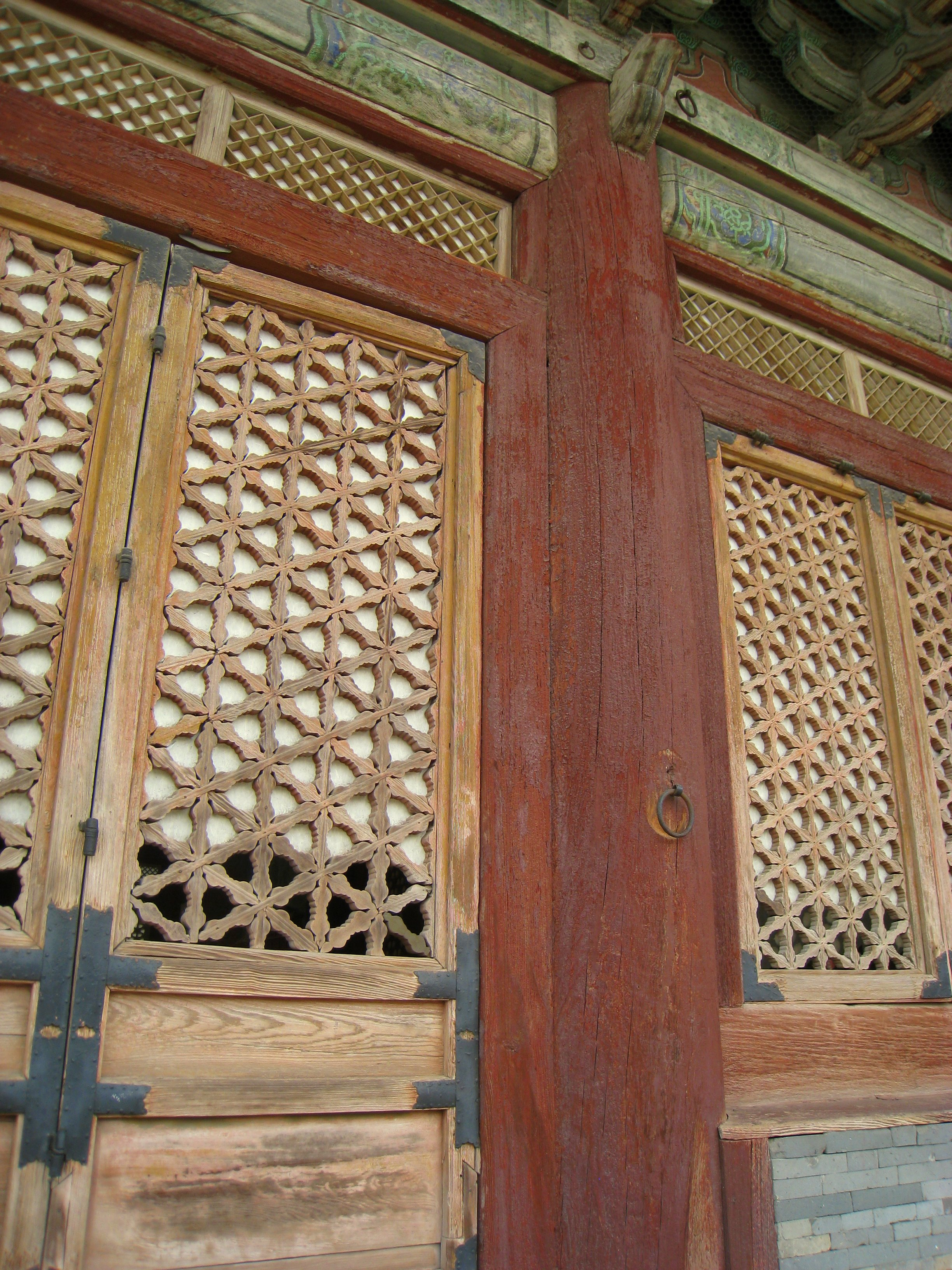
昌慶宮崇文堂
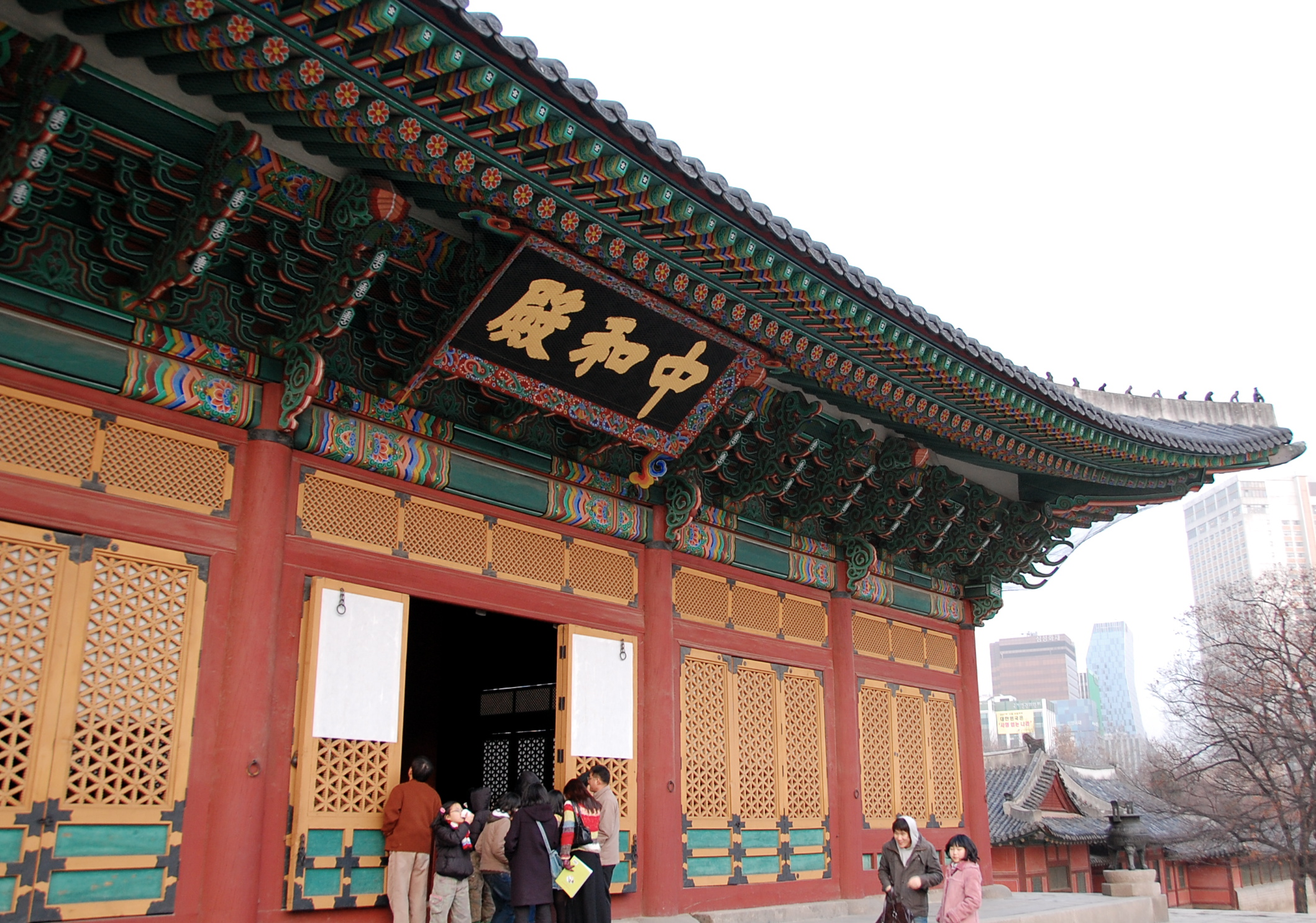
昌徳宮中和殿
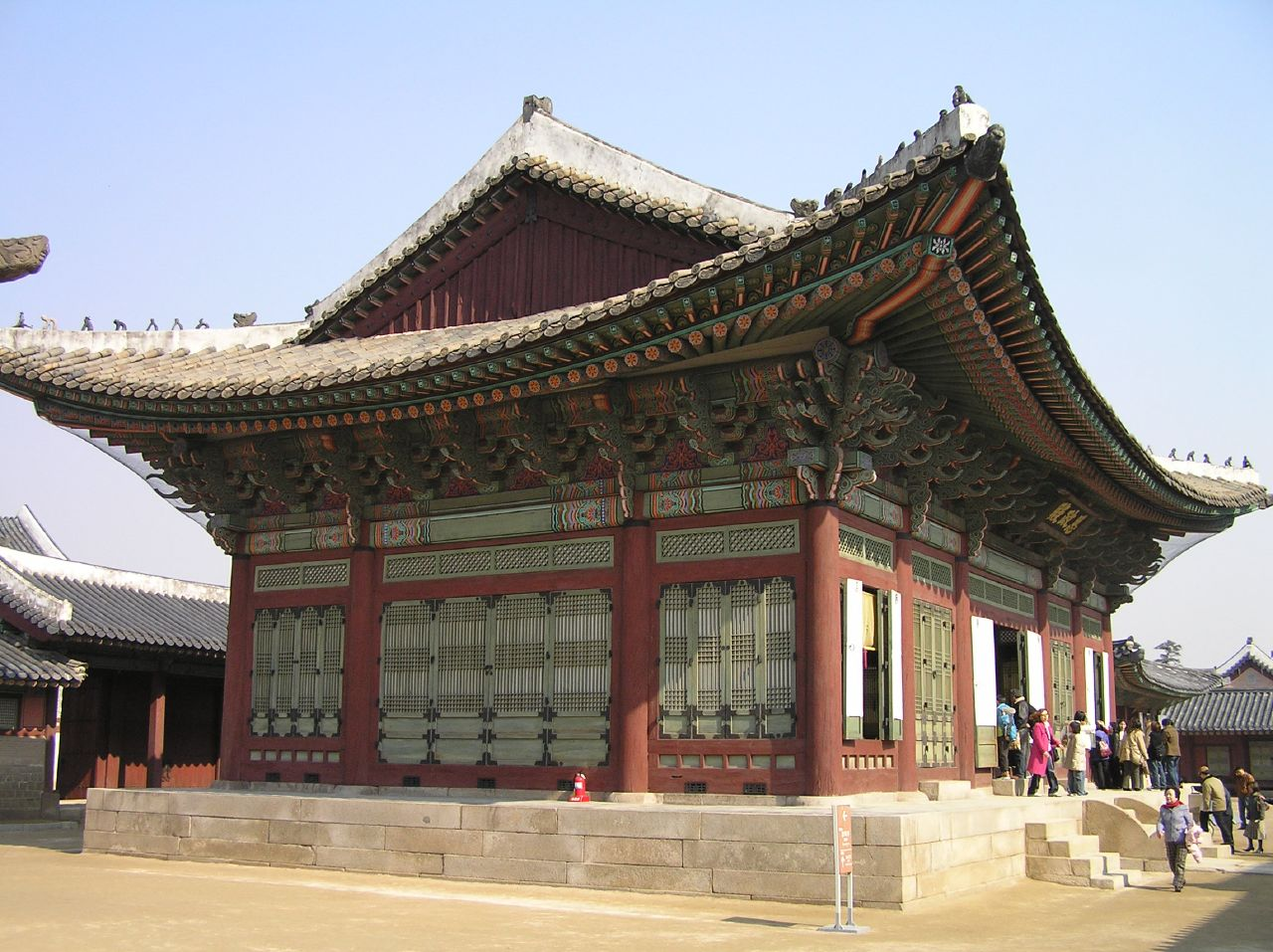
景福宮思政殿
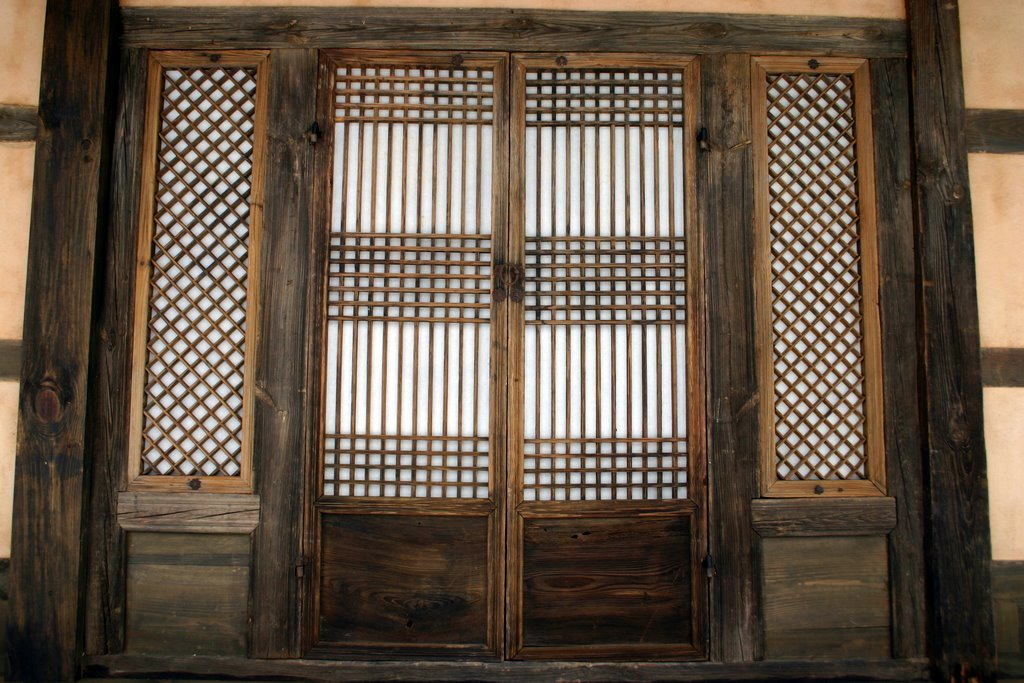
安東韓屋村
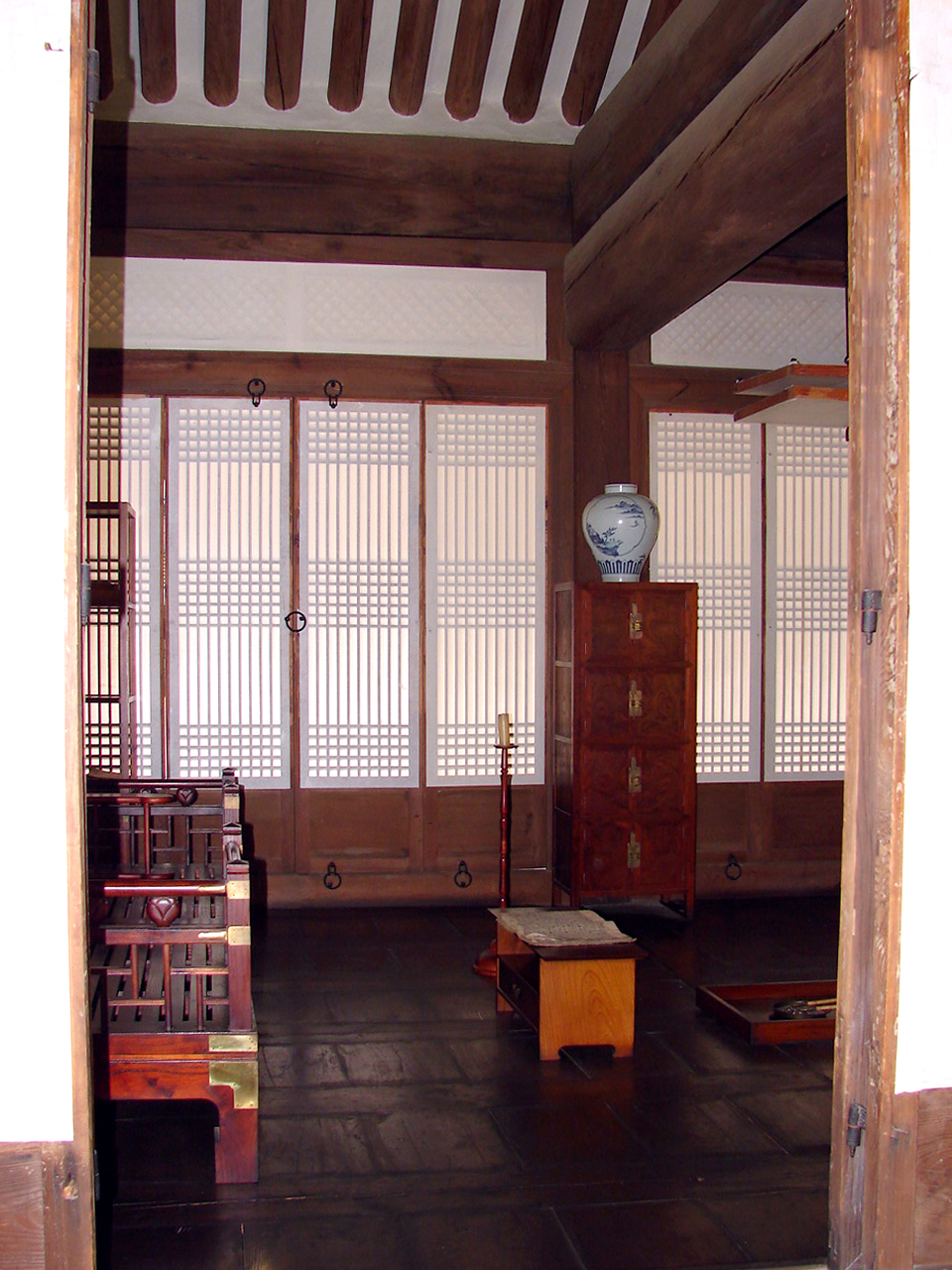
雲峴宮
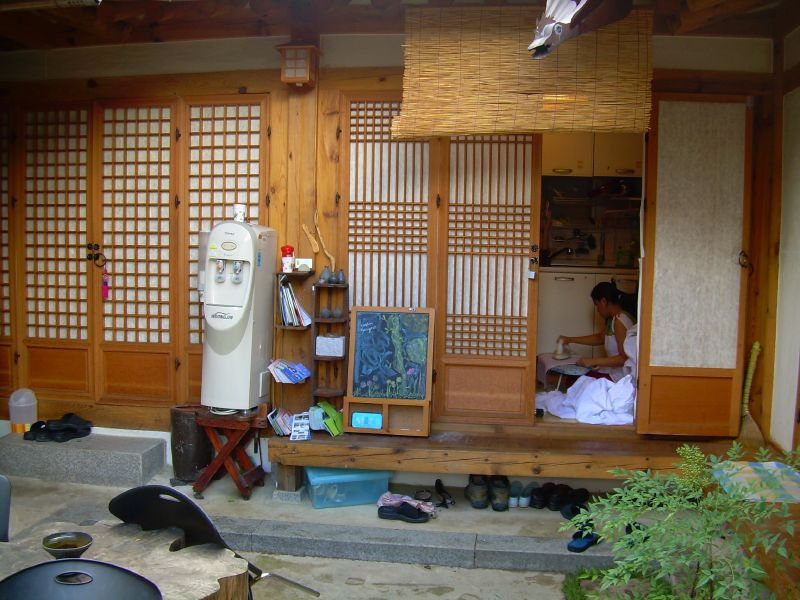
北村韓屋村
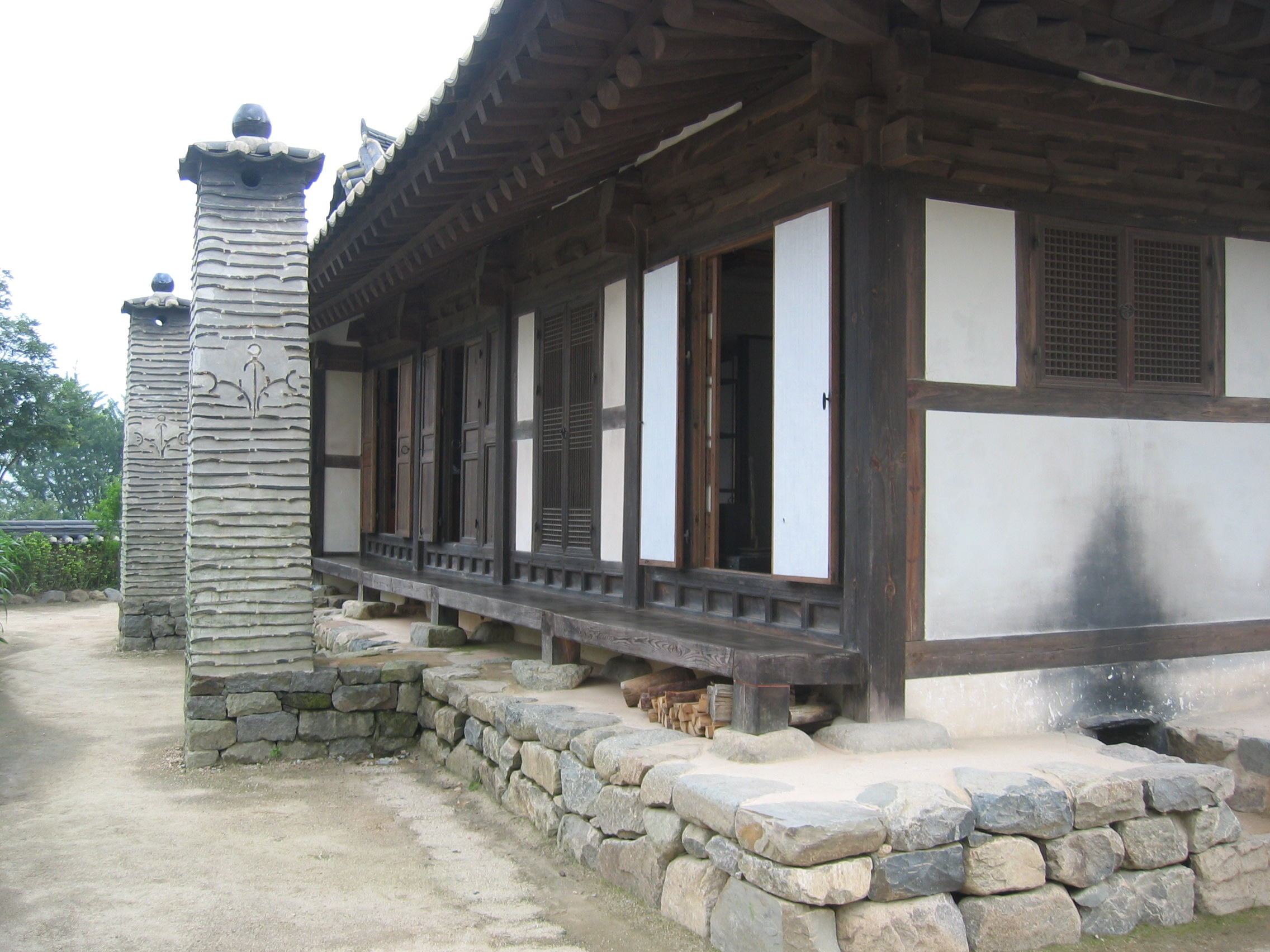
全州韓屋村
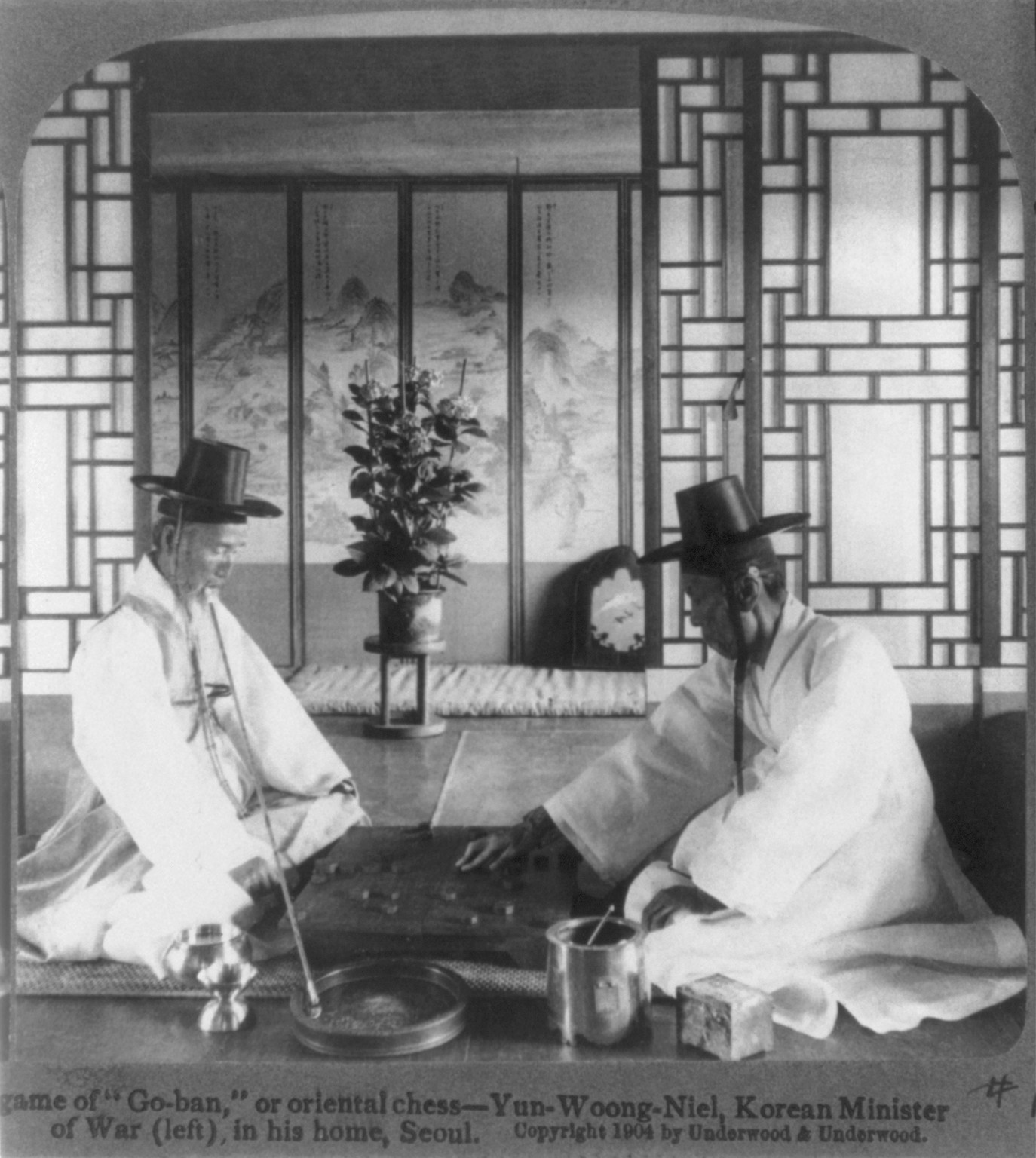
朝鮮王朝末の両班宅 橫拉式格子門

### 日本

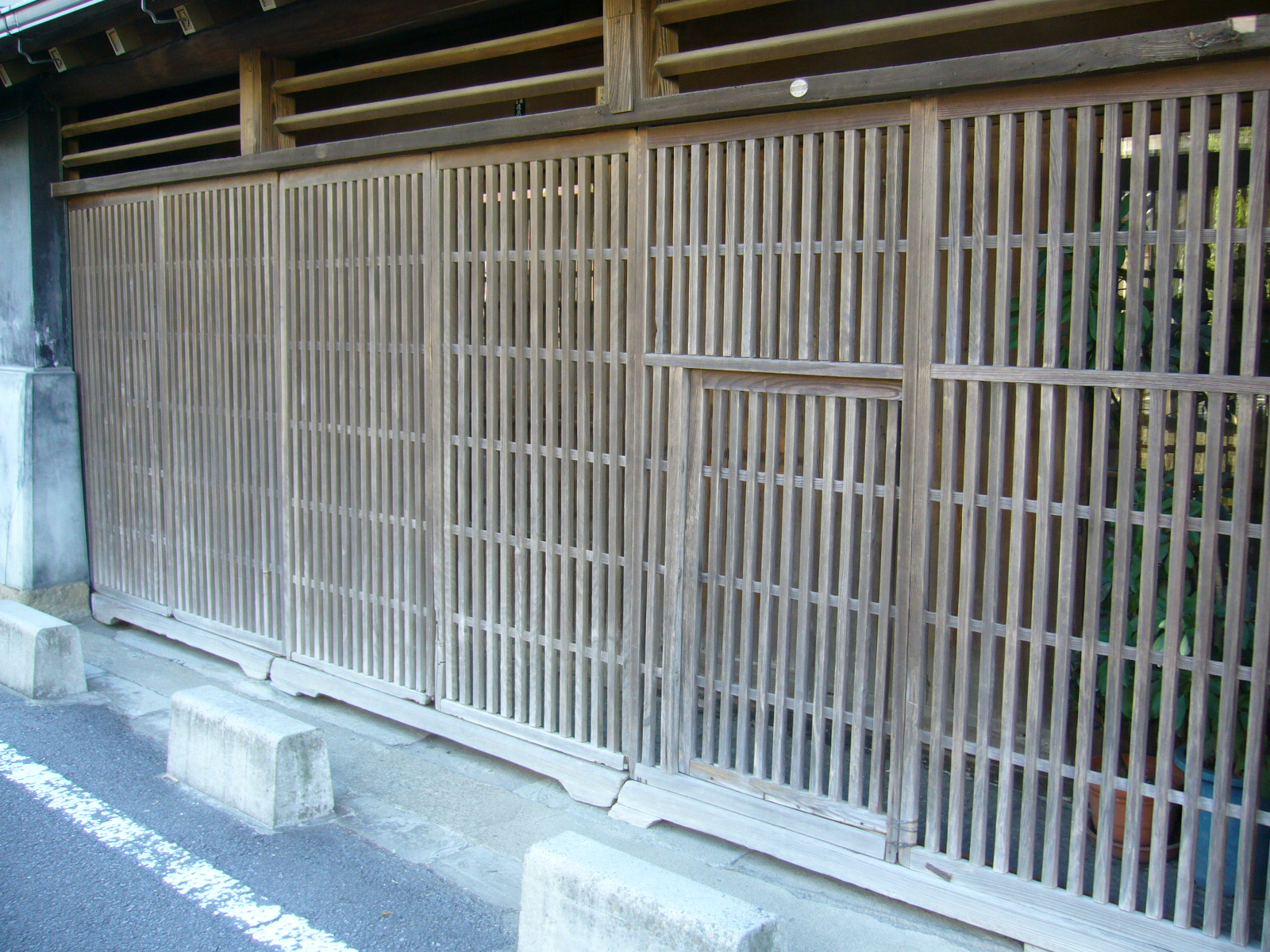
香取市佐原 江戸期に建てられた民家の格子戸
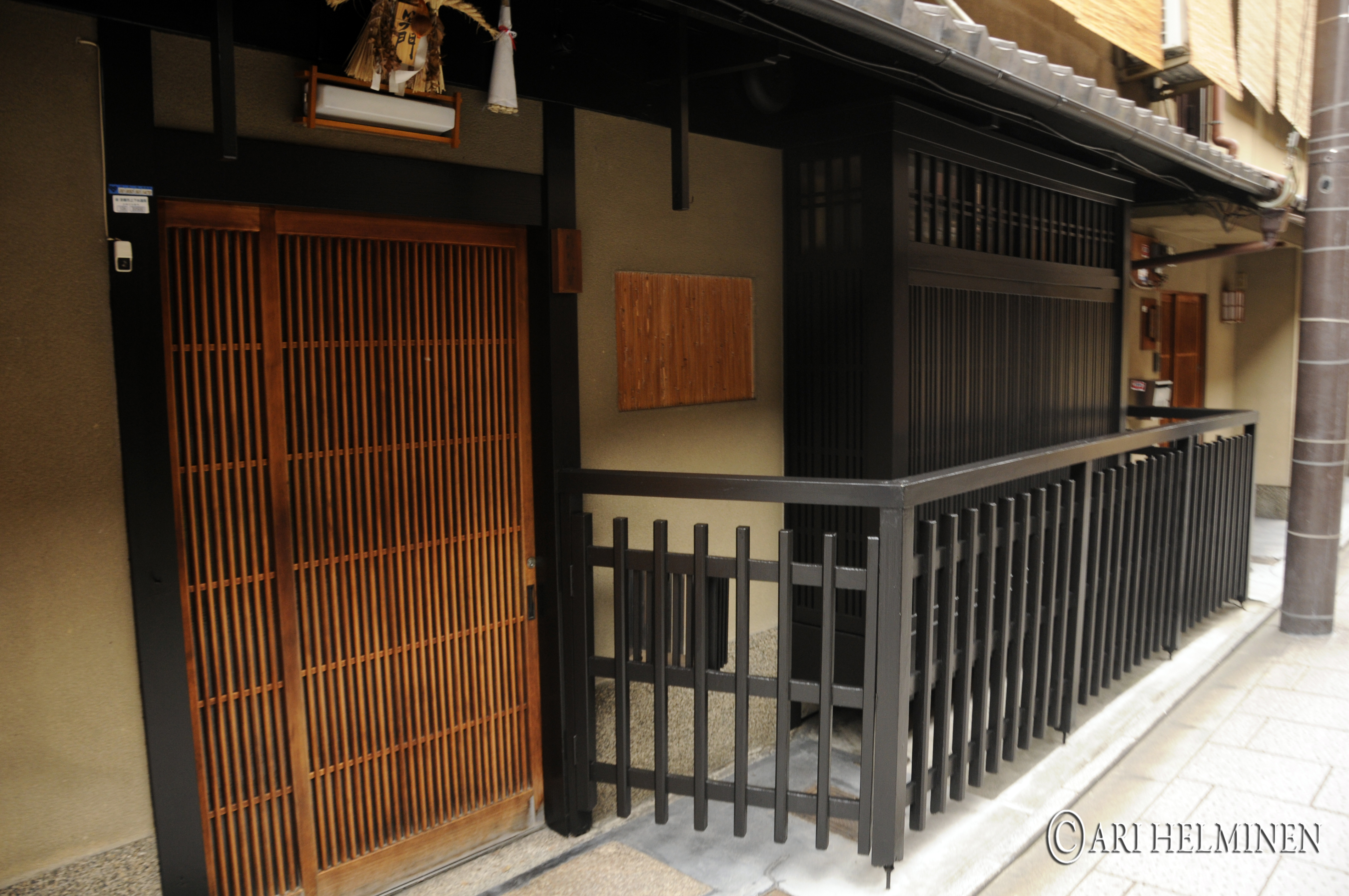
京都市祇園 引き戸型の格子戸
奈良市庚申堂 (奈良市) 格子戸
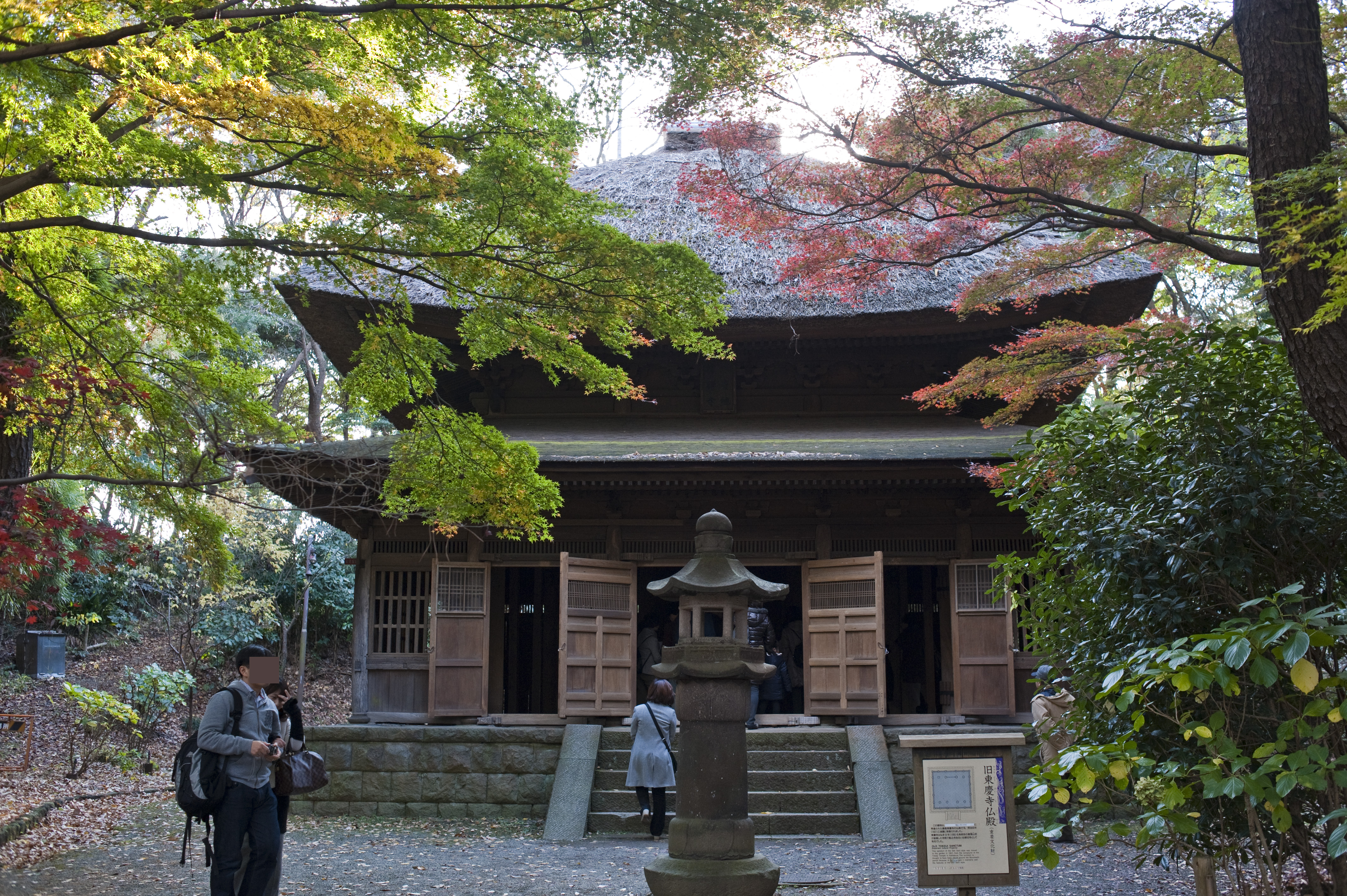
横浜市三渓園旧東慶寺仏殿 開き戸型の格子戸
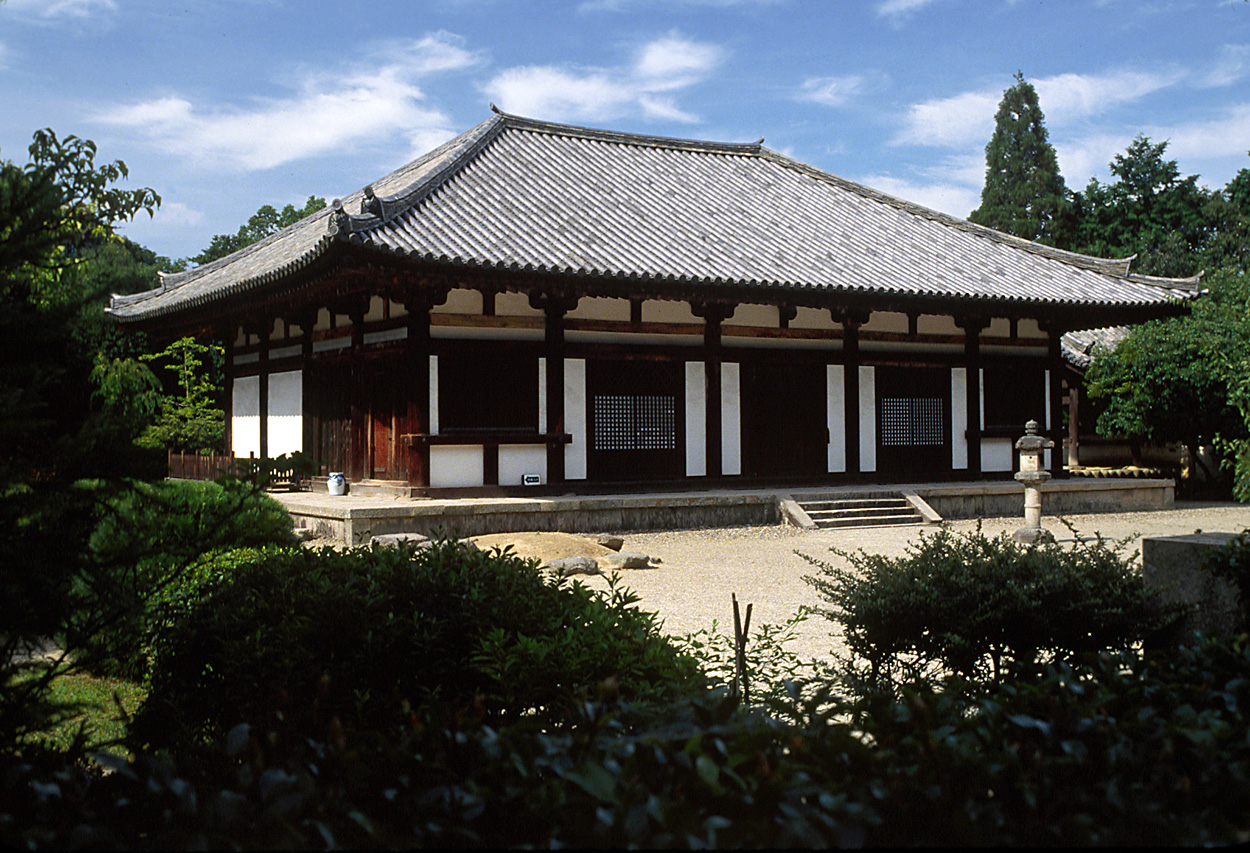
奈良市秋篠寺 格子戸

### ベトナム

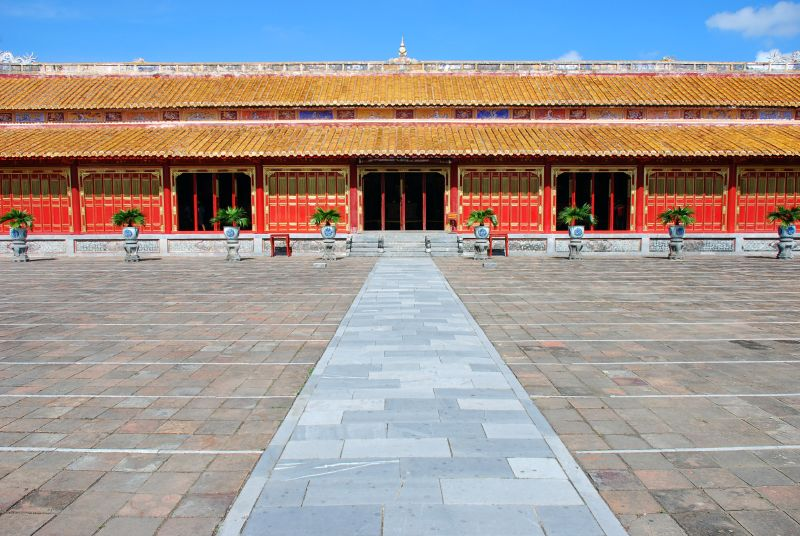
フエ市世廟
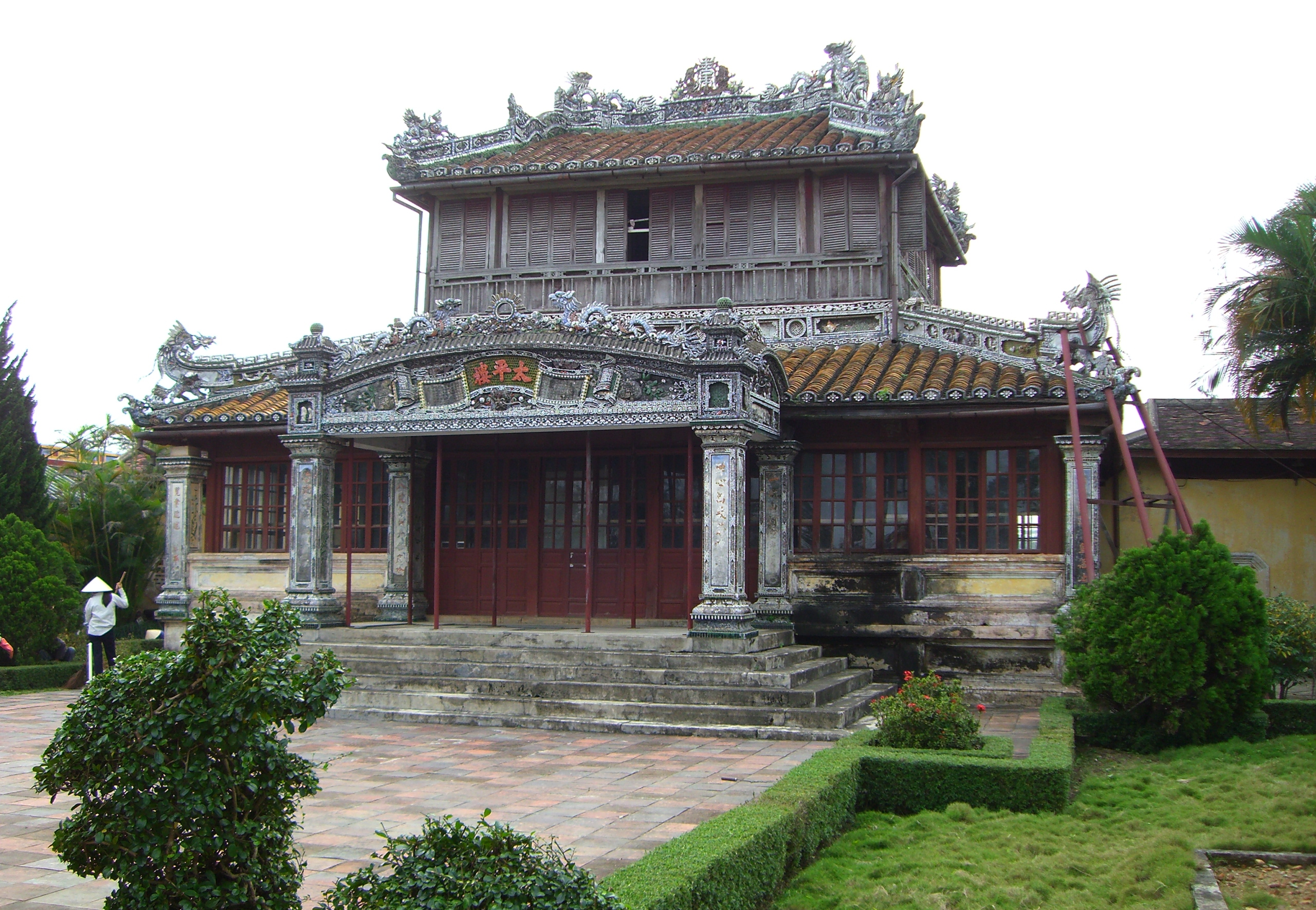
フエ市フエ王宮太平楼